# Baie d'Along
Pour les articles homonymes, voir Baie et Hạ Long.
La baie de Ha Long, baie de Halong ou baie d'Along, (la notation baie d'Along tend à disparaître), (en vietnamien : Vịnh Hạ Long, litt. « descente du dragon ») est une vaste baie naturelle d'eau marine de la mer de Chine méridionale. D'une superficie de plus de 43 000 hectares (1 500 km2, le plus grand karst marin du monde), la baie est située à l'est de Hạ Long et à l'est-nord-est de l'île de Cat Ba, dans le golfe du Tonkin. 
Elle dépend administrativement de la province de Quảng Ninh dans le  Nord du Vietnam, à la frontière chinoise.
Elle est environnée par le  Dongnan Qiuling, un paysage de collines. La baie d'Along est distante d'Hanoï de 170 km. Ses 120 km de côte littorale, son panorama marin naturel et spectaculaire de 1 969 îles karstiques calcaires, et la richesse biologique de son écosystème tropical lui valent d'être inscrite sur la liste du Patrimoine mondial de l'UNESCO depuis le 17 décembre 1994 (avec une extension en 2000). Ce site du club des plus belles baies du monde, composant depuis 2011 des sept nouvelles merveilles de la nature, est une des plus importantes destinations de tourisme au Vietnam et de tourisme du monde avec 2,5 millions de visiteurs annuels en 2015.

## Étymologie et légende
Hạ Long signifie « descente du dragon » indiquant « l'endroit où le dragon descend du ciel dans la mer » en vocabulaire sino-vietnamien.

Hạ Long et sa baie.
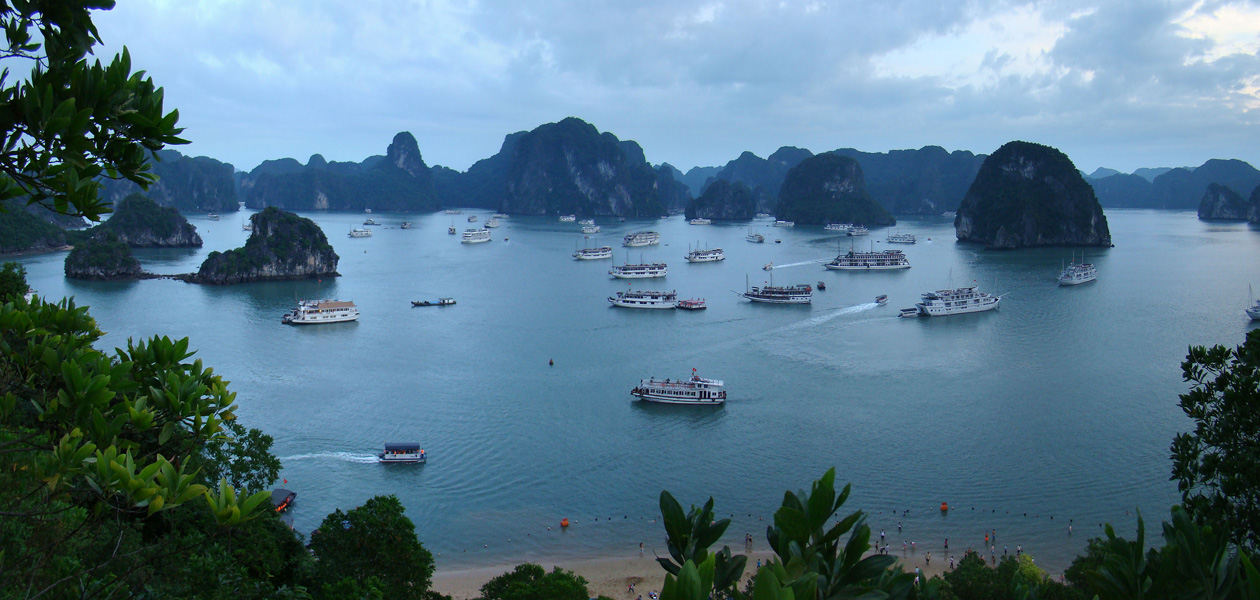

Selon la mythologie vietnamienne, une mère-dragon protectrice (et ses bébés), des êtres merveilleux et bénéfiques au Vietnam, sont descendus du ciel pour aider les Vietnamiens à se défendre contre leurs envahisseurs. Cette famille de dragons a craché des bijoux et des joyaux (des perles et du jade) dans la baie d'Along, qui se sont transformés brusquement et victorieusement par magie en îles et îlots devant les navires des envahisseurs. La mère dragon est descendue à Hạ Long, et ses bébés dans la baie Tu Long Bay (« petits dragons s’amusant dans la mer », en vietnamien). Selon une autre version de cette légende, la baie aurait été créée par un dragon qui vivait dans la montagne près de la mer. Il a creusé et dessiné de profondes ornières dans le sol avec sa queue, entre la montagne et la mer ; elles furent submergées après qu'il eut plongé dans l'eau.

## Description
La baie comprend 1 969 îles karstiques calcaires et pitons rocheux immergées, avec de nombreuses criques, plages, lacs intérieurs, cavernes, grottes (dont les plus célèbres sont la « grotte de la Surprise » et celle nommée par les Français « grotte des Merveilles »). L'ensemble compose le plus grand karst marin du monde.

Quelques vues aériennes panoramiques
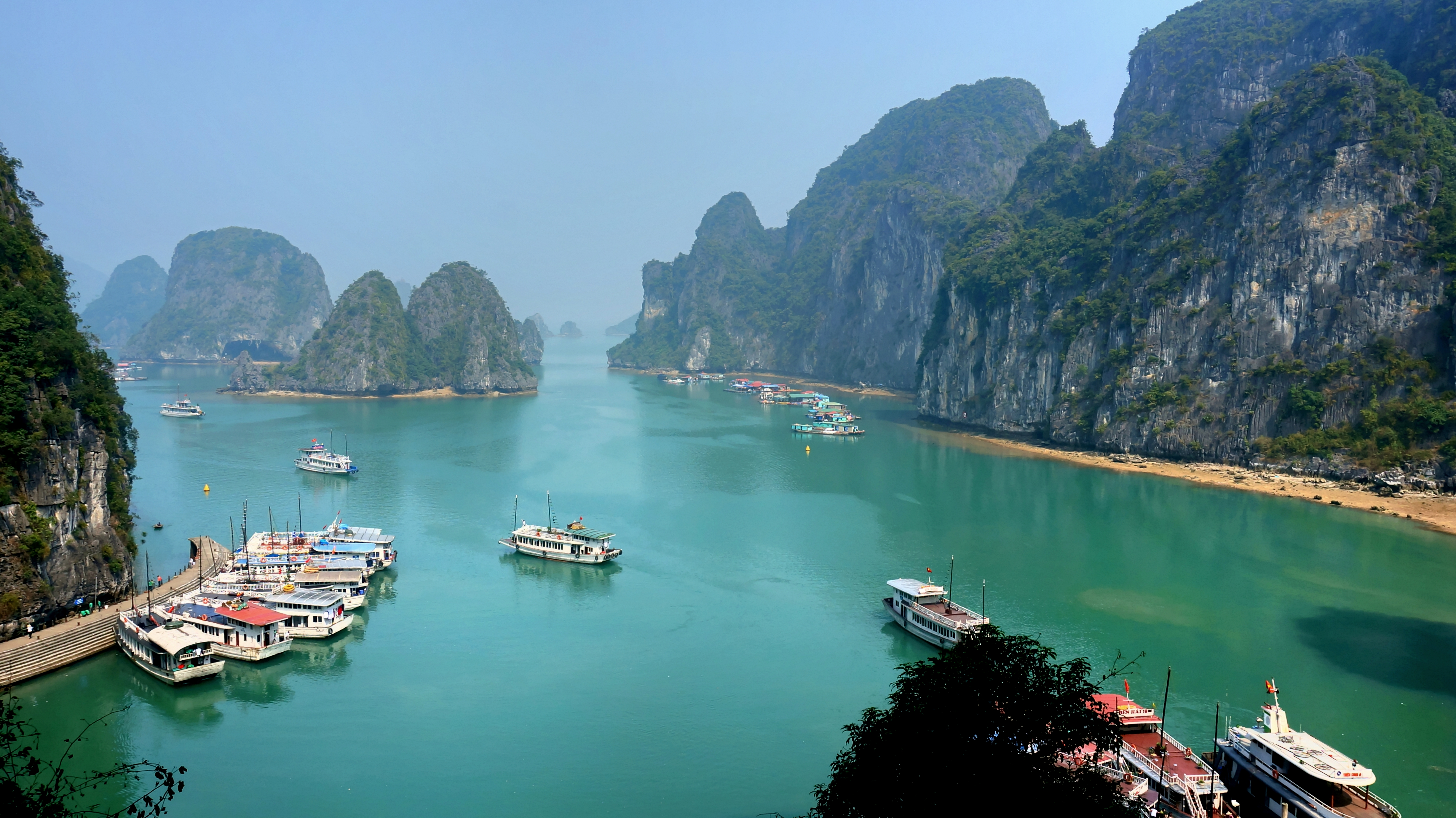
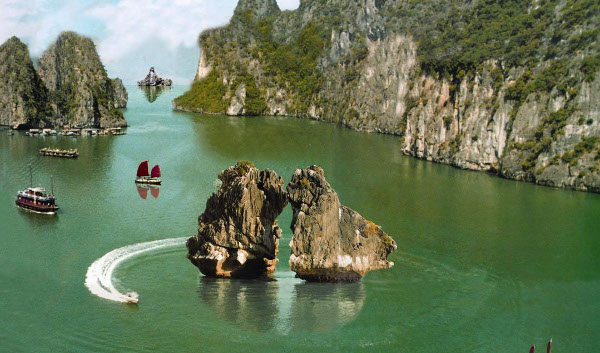
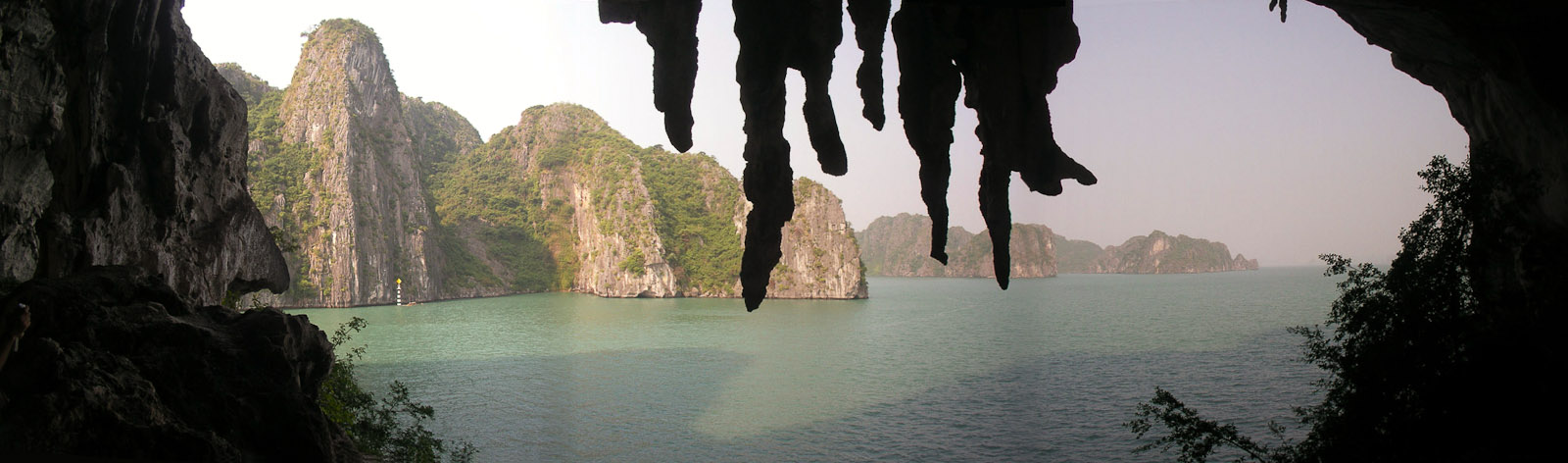

989 des îles sont baptisées en rapport avec leurs formes, dont : l'îlot Voi (éléphant), l'îlot Ga Choi (coq de combat), l'îlot Khi (singe) et l'îlot Mai Nha (toit).

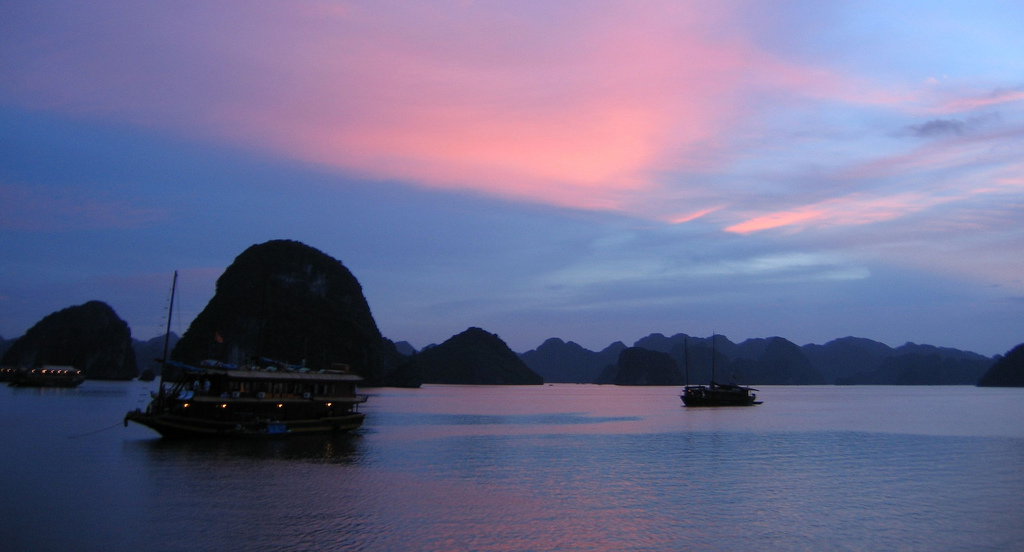
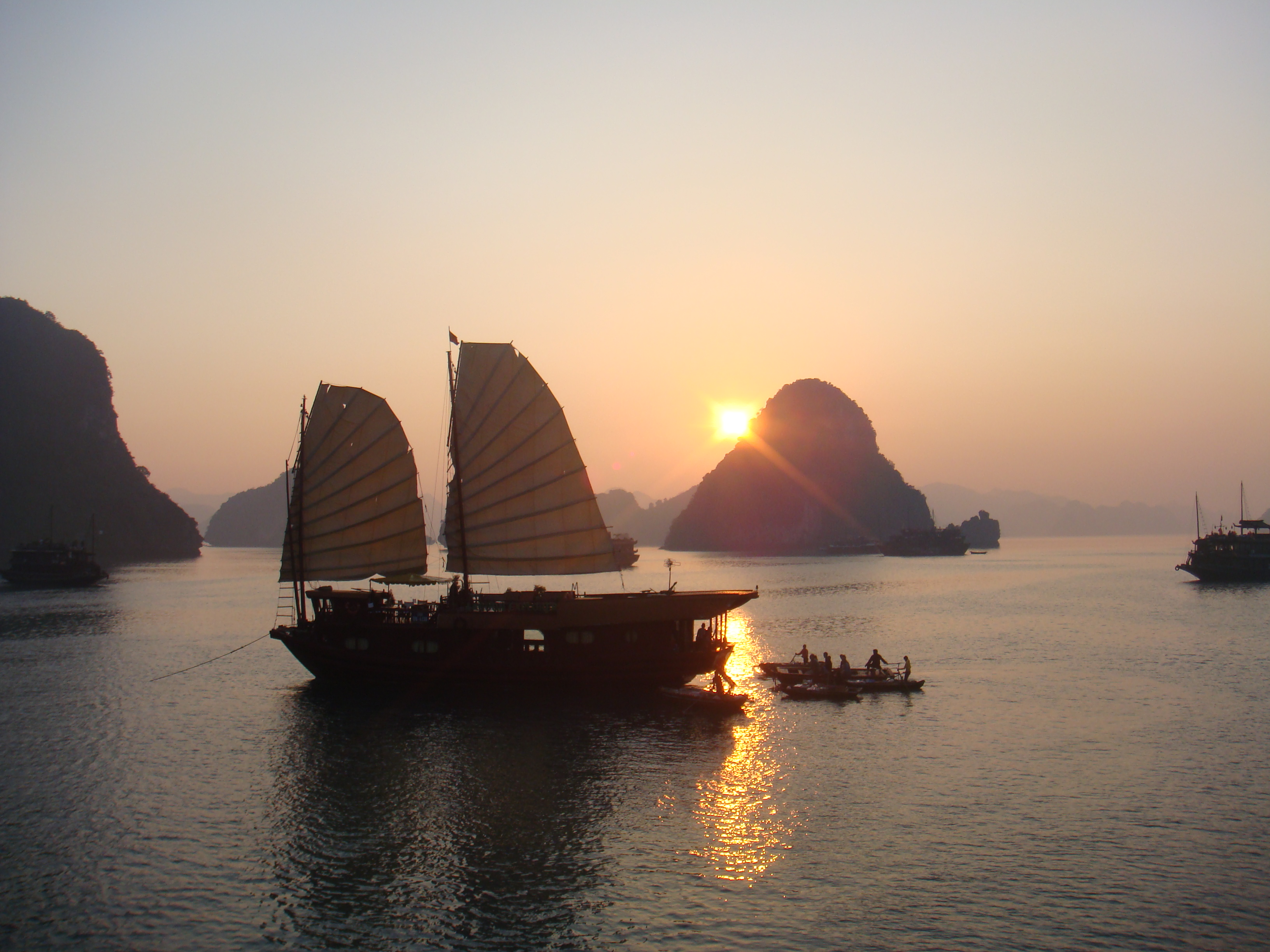
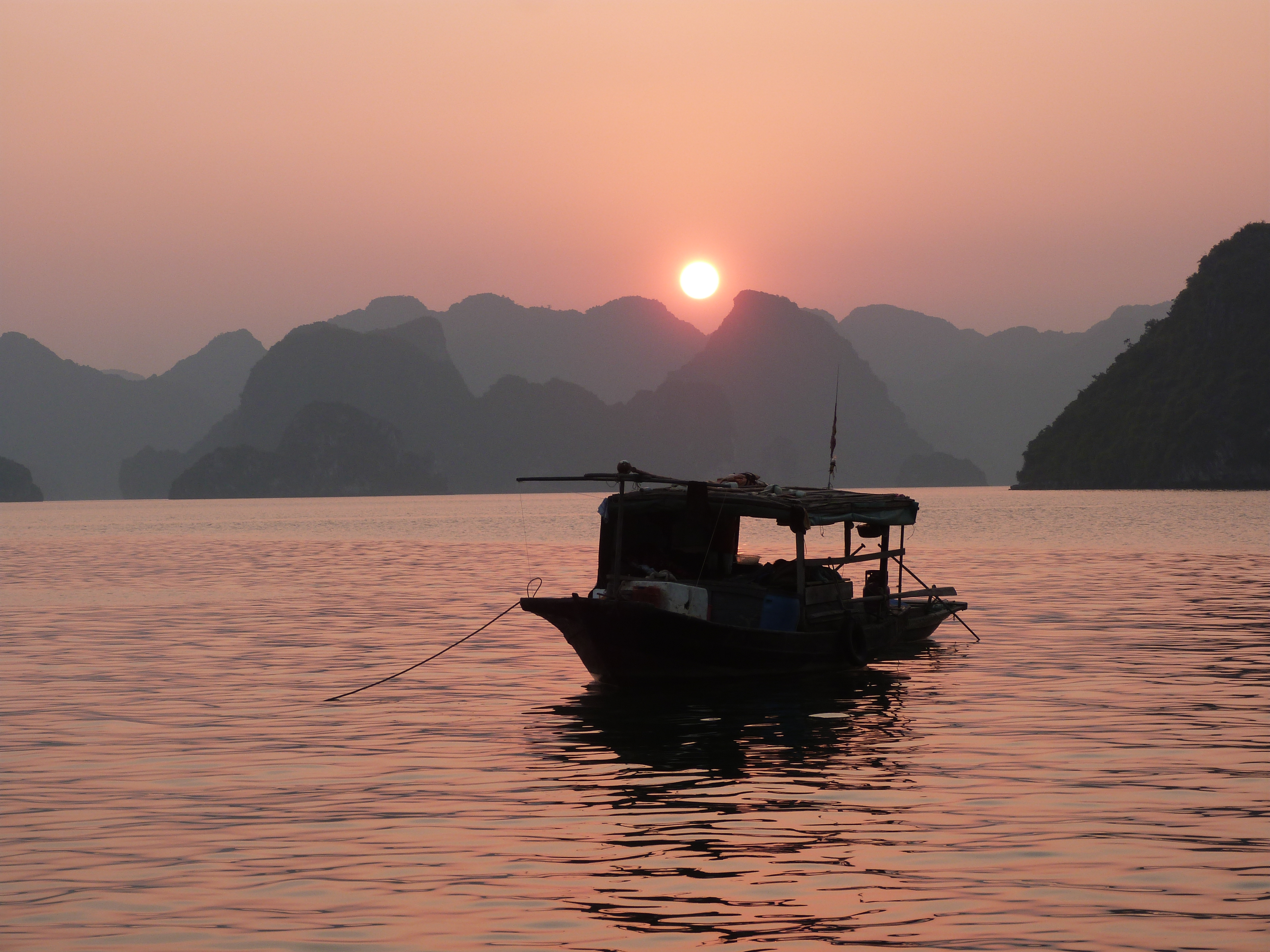
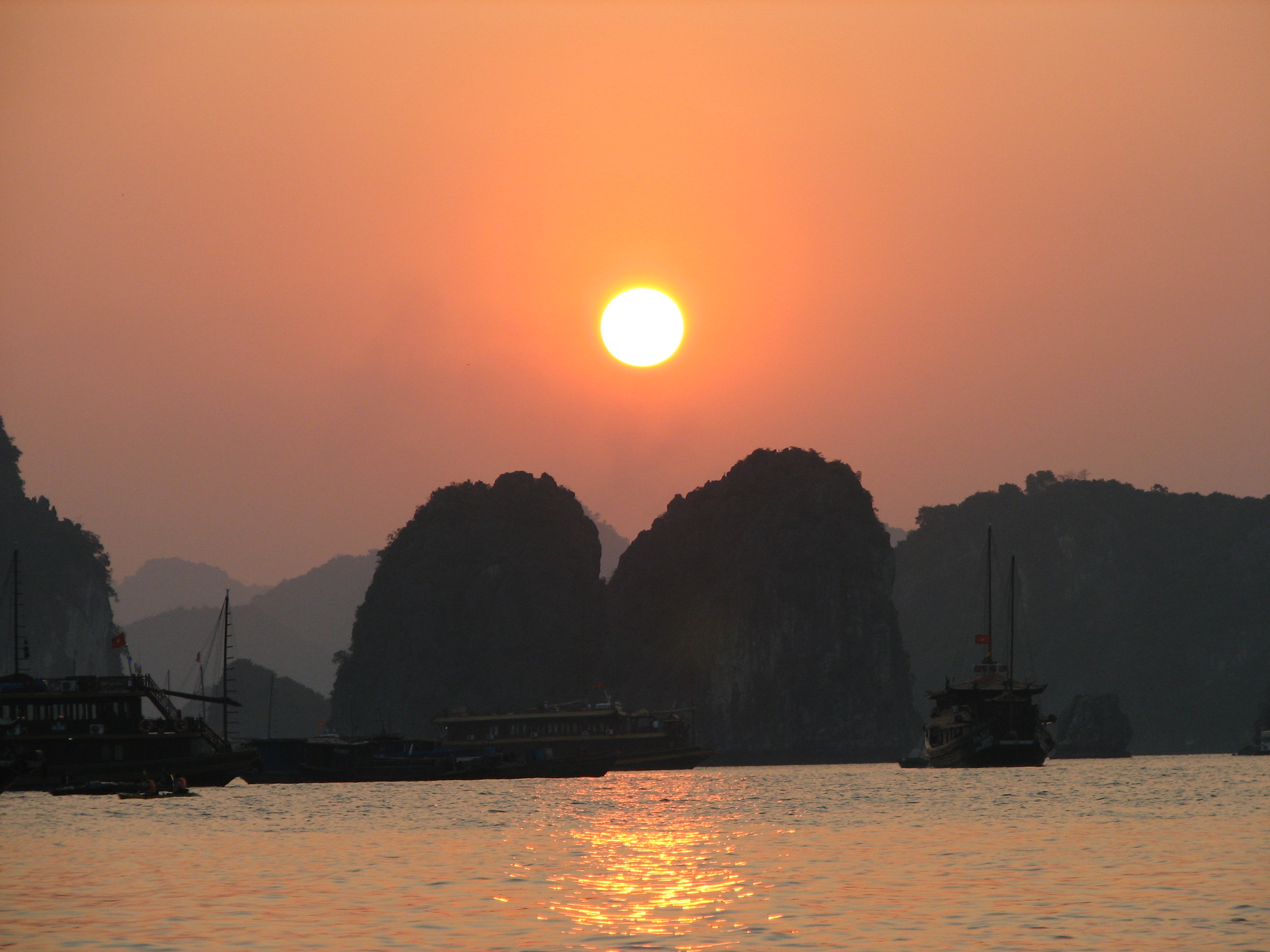
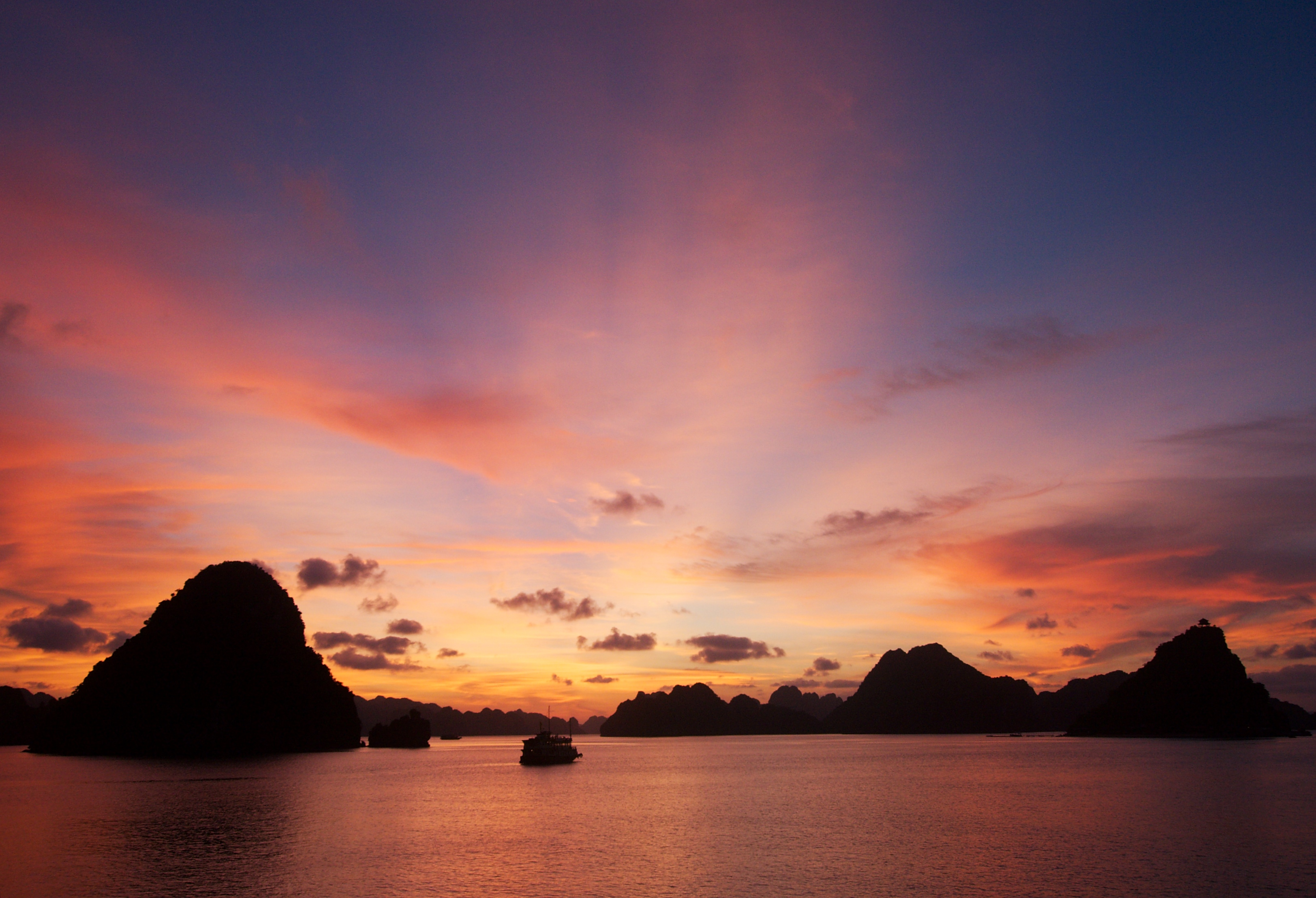

## Relief géologique
Les géologues expliquent la formation de ce relief karstique de l'Holocène de la façon suivante : au Paléozoïque (ou ère primaire, entre 541 et 252 millions d'années) le site était en haute mer. Une épaisse couche de sédiments s'est formée à cette époque. Les mouvements de la croûte terrestre l'ont ensuite fracturée et le retrait de la mer l'a exposée à l'action de l'érosion. La pluie et des rivières souterraines ont alors creusé de nombreuses grottes. L'effondrement de certaines grottes a complété la formation du paysage.

Les chaînes karstiques de l'île de Cat Ba et de son parc national de Cat Ba, se découpent de façon caractéristique sur le ciel.

Quelques cavernes et grottes naturelles
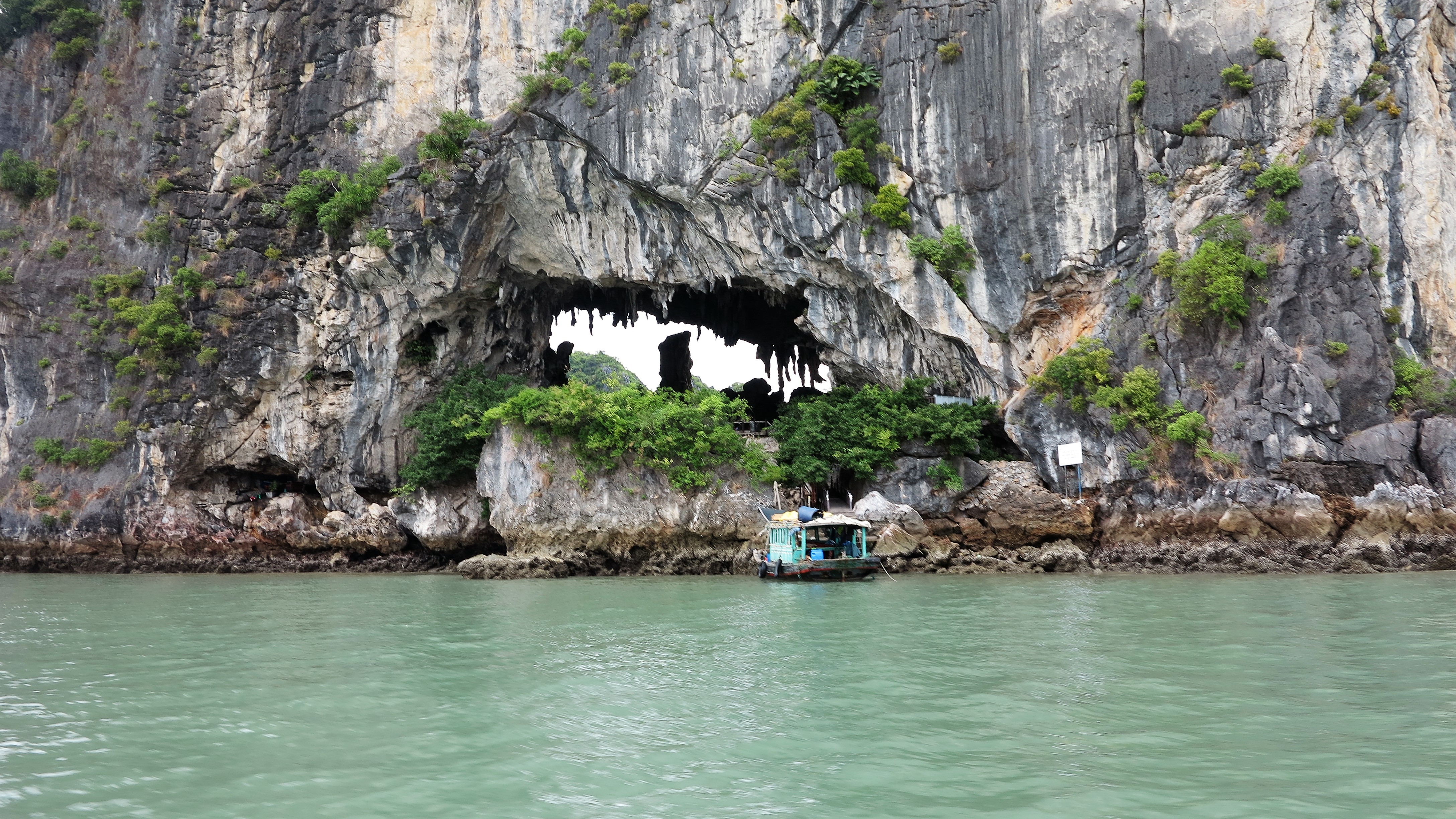
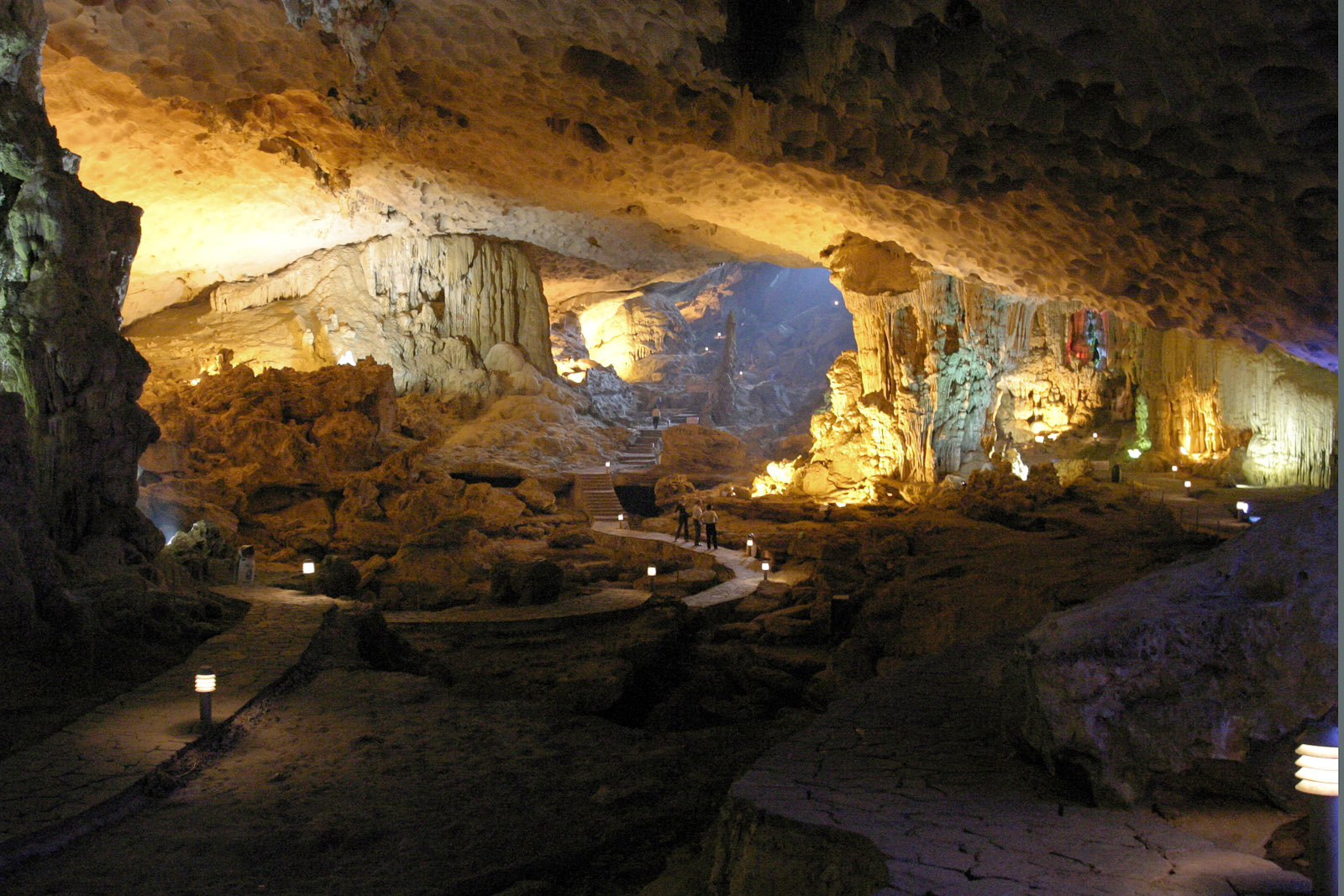
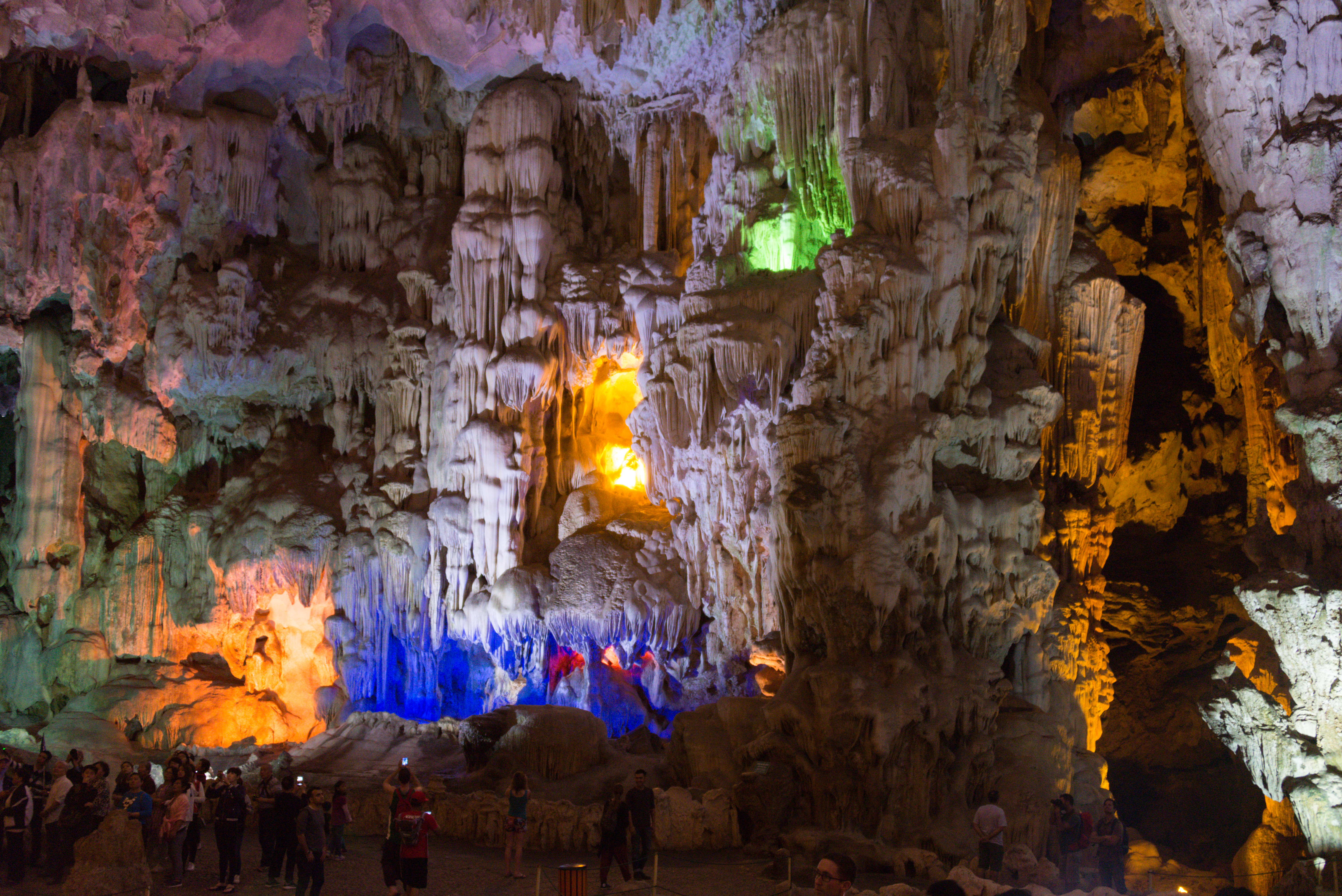
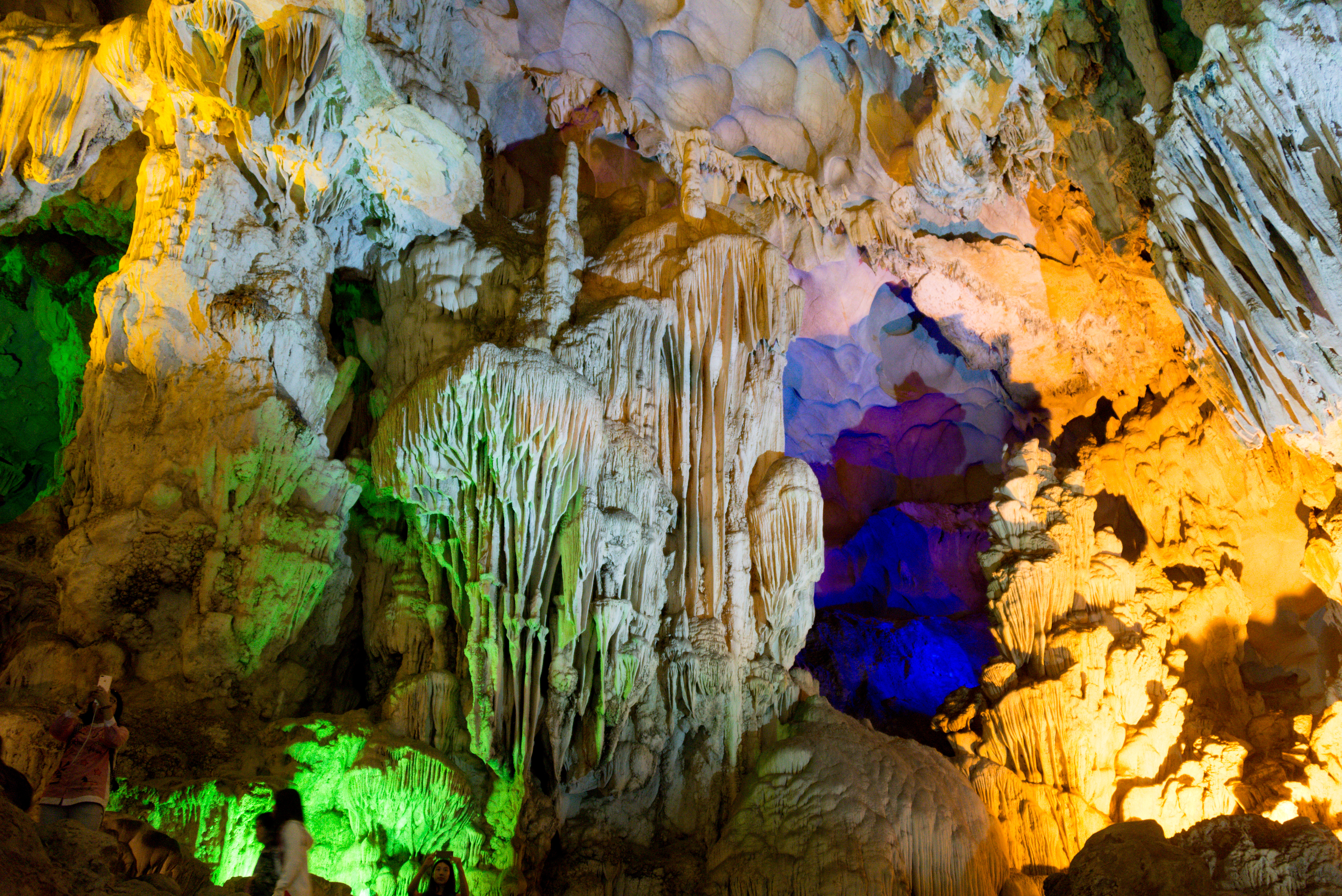
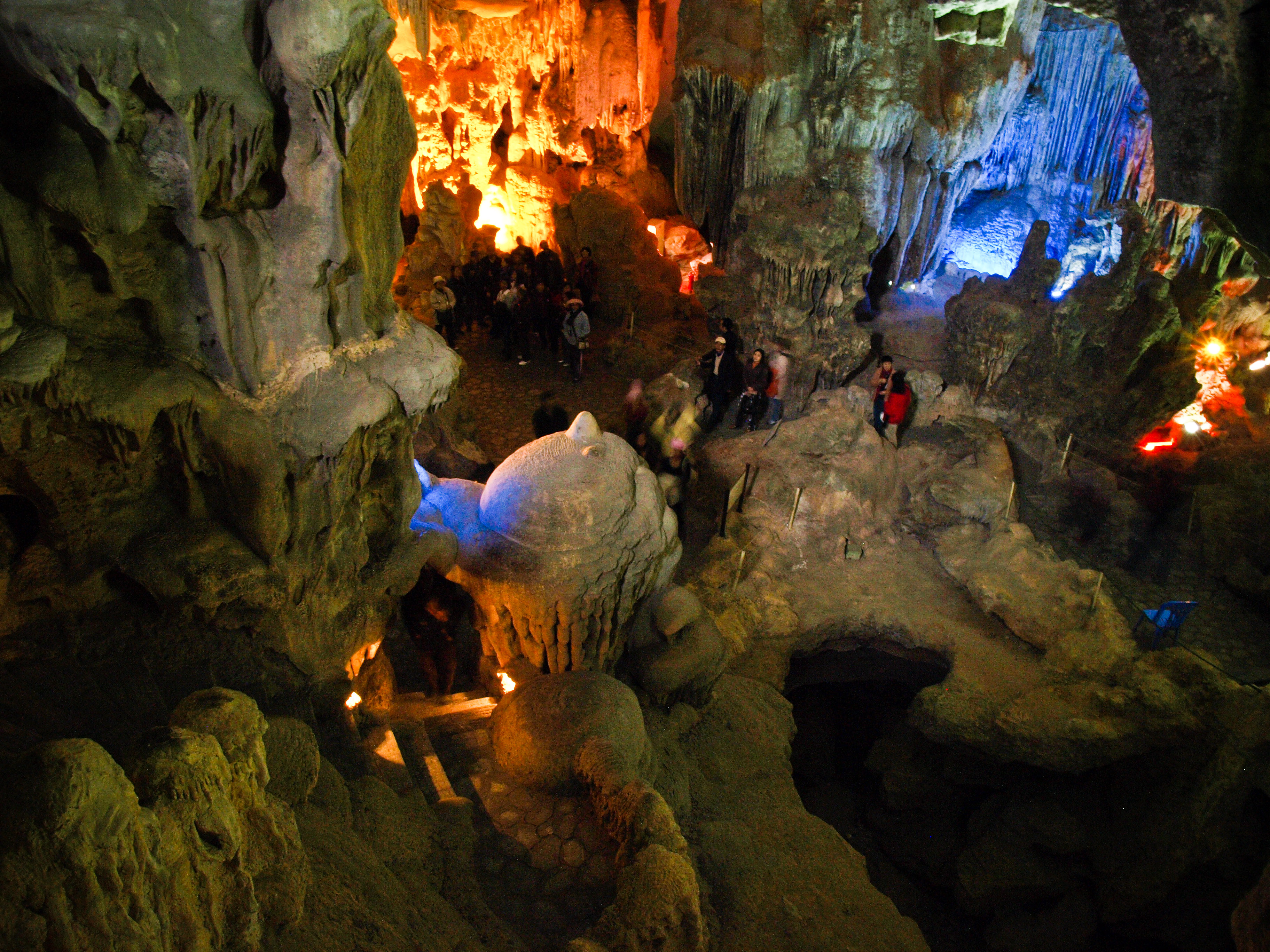

## Climat
Le climat de la baie est un climat tropical de forêts décidues humides tropicales et subtropicales, avec deux saisons : été chaud et humide, et hiver sec et froid. La température moyenne est comprise entre 15 et 25 °C, et les précipitations annuelles varient entre 2 et 2,2 m. La marée diurne varie avec 3,5 à 4 m d'amplitude.

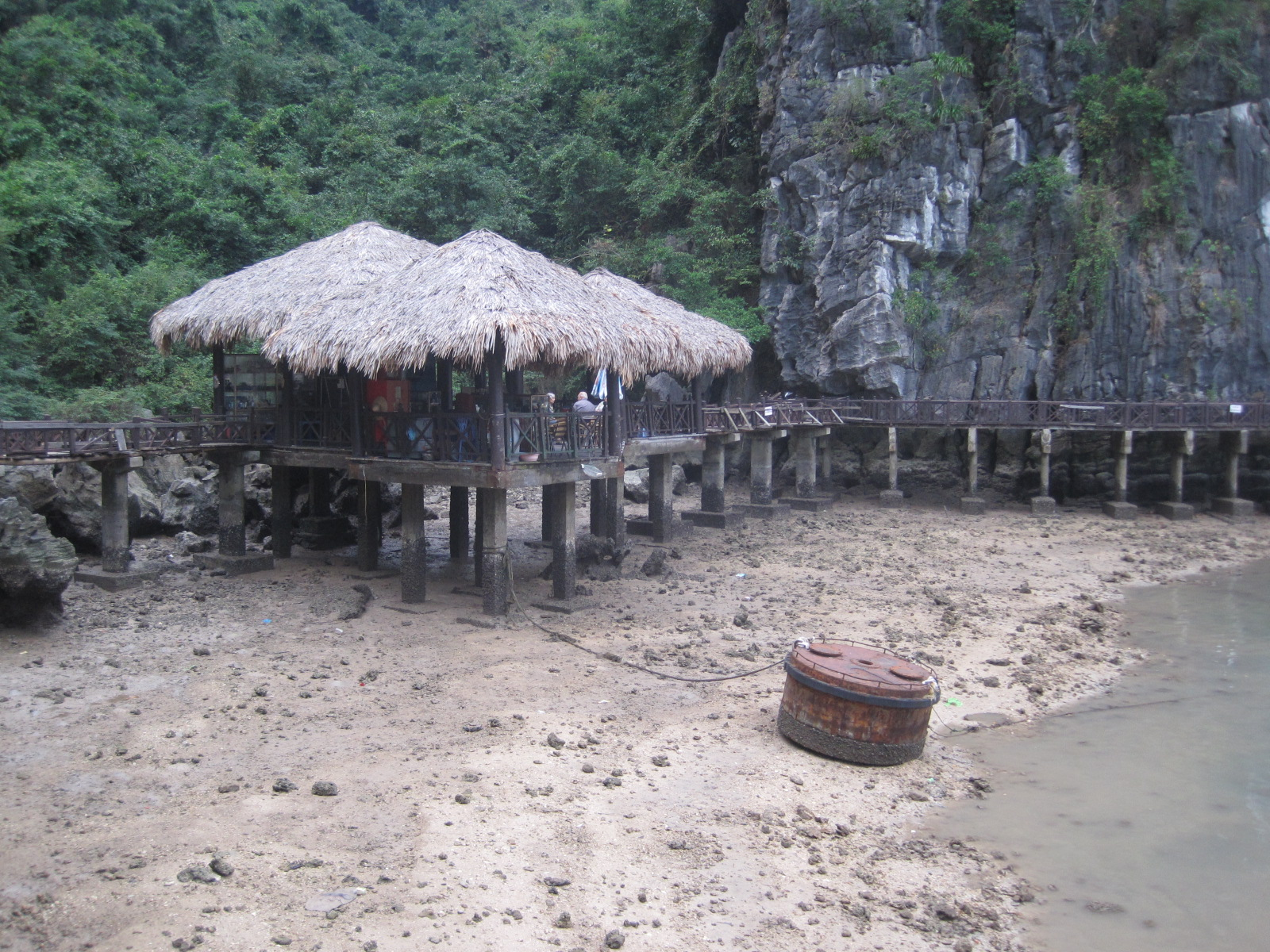
Plage et paillotes.
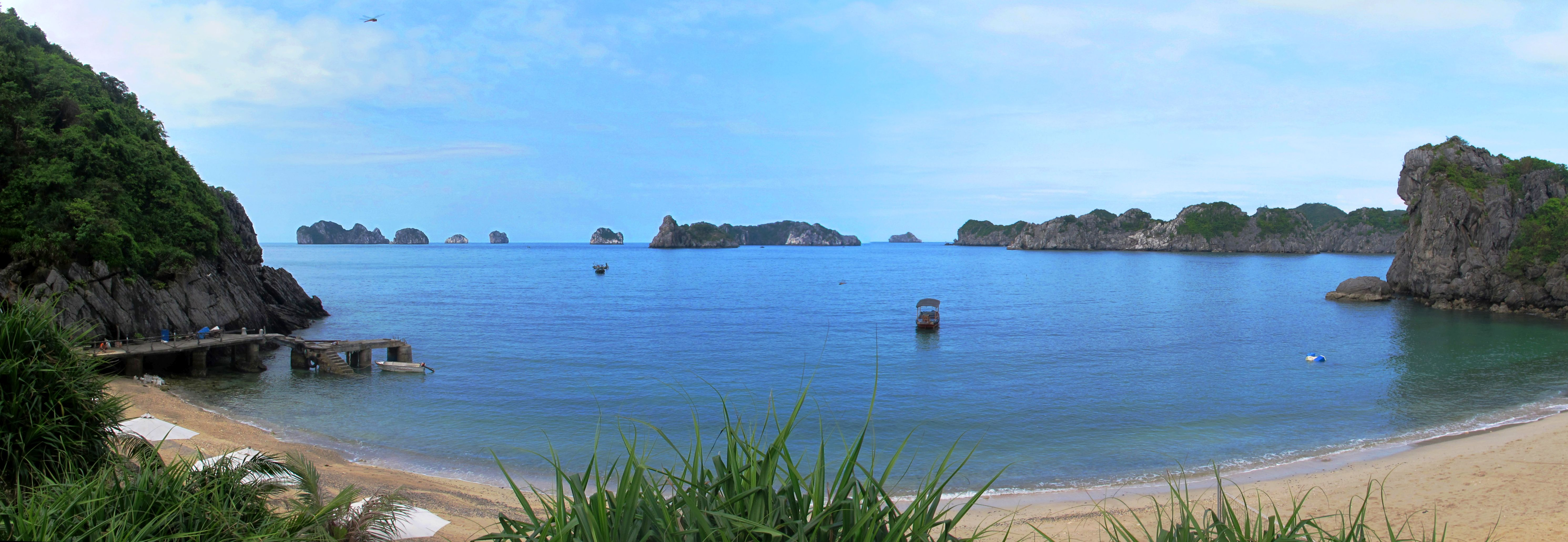
Plage de l'ile aux singes (monkey island).
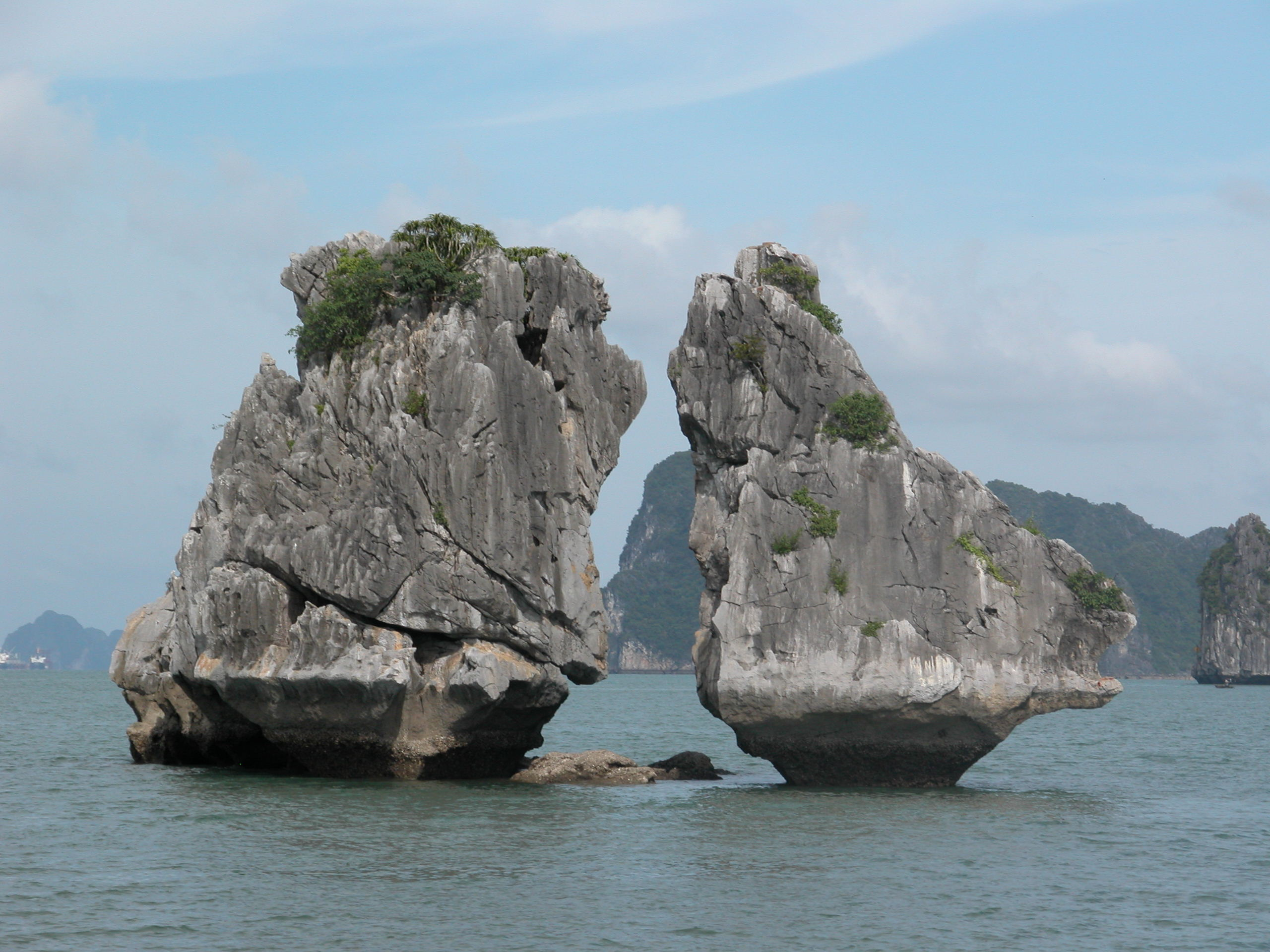
The Kissing Rocks.
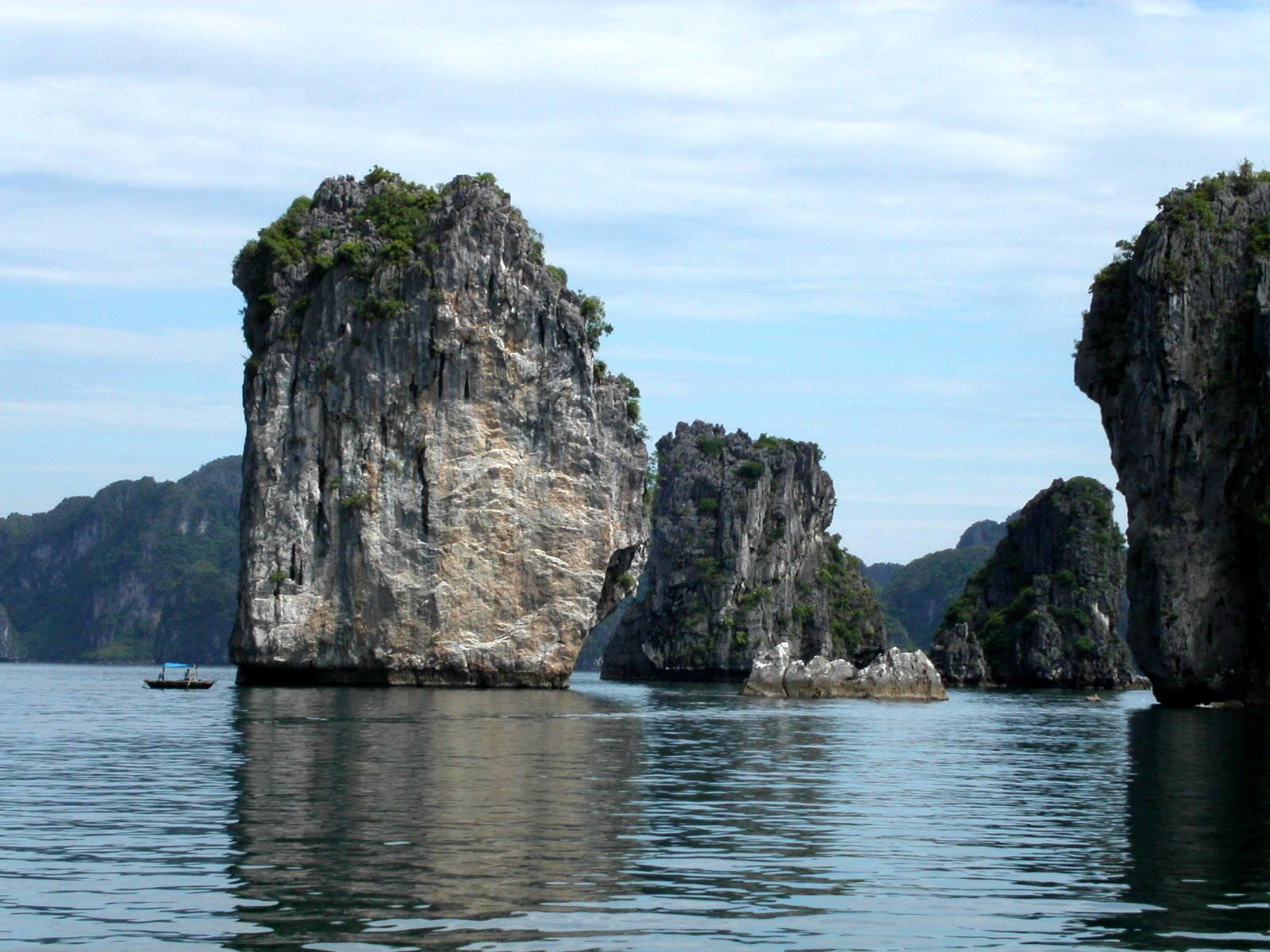
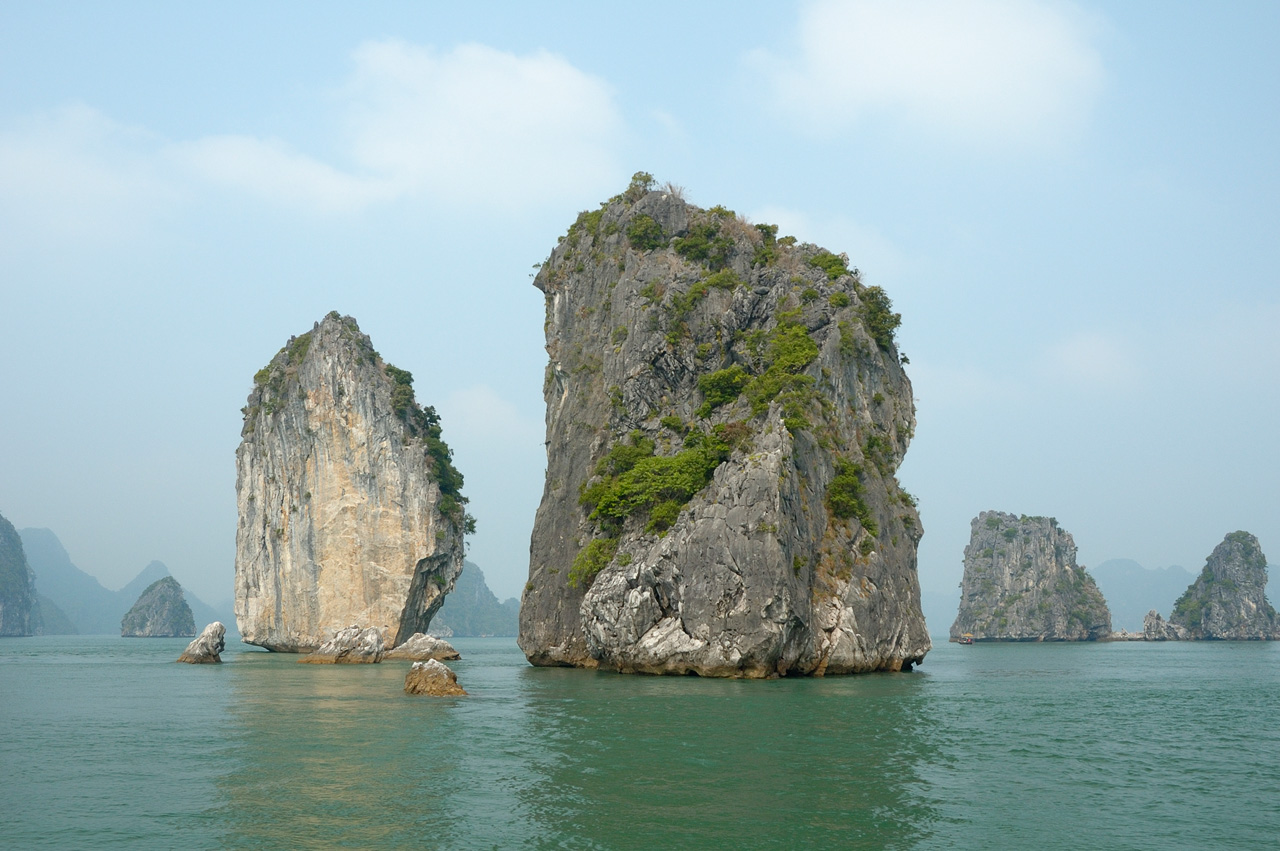

## Faune et flore
La baie d'Along est luxuriante de vie avec environ deux cents espèces de poissons, 450 espèces de mollusques, 110 espèces de coraux durs et 37 espèces de coraux mous. Ses îles à la végétation de type jungle-forêt tropicale, abritent entre autres, de nombreuses variétés d'oiseaux et d'animaux sauvages tels que des singes, lézards, iguanes, faisans, et antilopes.

## Histoire
Les cavernes des îles sont habitées depuis la préhistoire, depuis environ 4000 ans avant notre ère (histoire du Viêt Nam).
La baie d'Along a été le théâtre de plusieurs batailles navales. Ce labyrinthe a permis à l'armée vietnamienne de stopper l'Empire chinois voisin par trois fois. En 1288, le général Trần Hưng Đạo stoppe l'invasion de l'Empire mongol en coulant leur flotte à la bataille du Bach Dang (1288). Des pieux ayant servi à l'époque ont été retrouvés dans la « grotte des Bouts de Bois » de l'île des Merveilles, et sont depuis exposés au musée d'Haïphong.
À la fin du XVIIIe siècle, la baie servait de refuge de piraterie, que les autorités chinoises et vietnamiennes ne parvenaient pas à éradiquer. À partir de 1810, les pirates abandonnent le site et remontent les fleuves, chassés par la Royal Navy de l'Empire britannique.
Pendant la colonisation de l'Indochine française (1887-1954), les Français ont cartographié la baie et ont baptisé certains îlots. Les importants gisements de houille à ciel ouvert ont été exploités par la Société française des charbonnages du Tonkin.
Pendant la guerre du Viêt Nam, de nombreux passages ont été minés par les États-Unis, ce qui représente encore une menace de nos jours. Pendant la guerre contre les Américains, la Chine a soutenu le gouvernement du Nord Viêt Nam en lui envoyant notamment des navires équipés de canons antiaériens. Basés à Hạ Long, ils sont utilisés par la marine populaire vietnamienne pour surveiller les côtes et parer à d'éventuelles incursions chinoises.

Quelques jonques et navires traditionnels
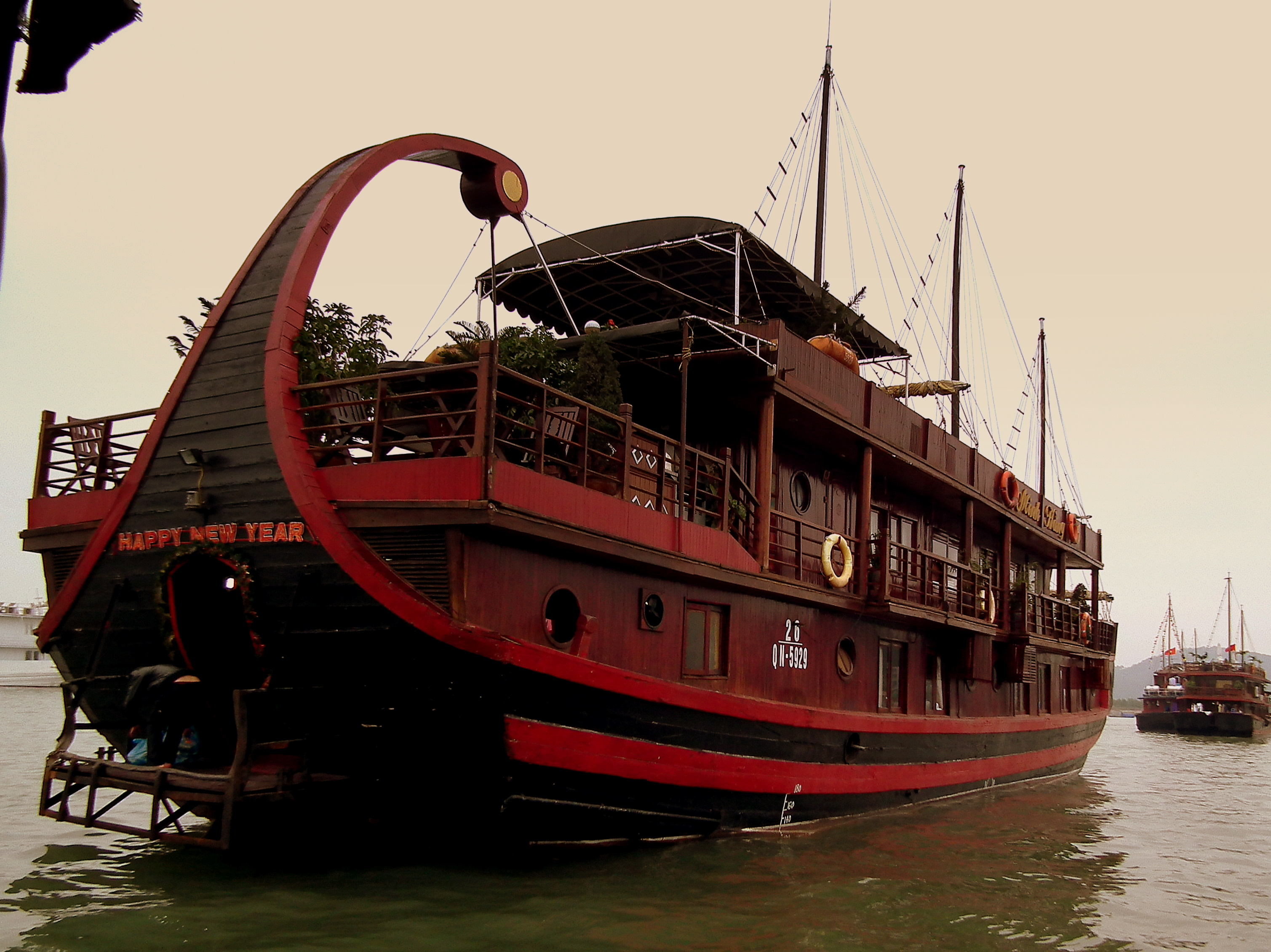
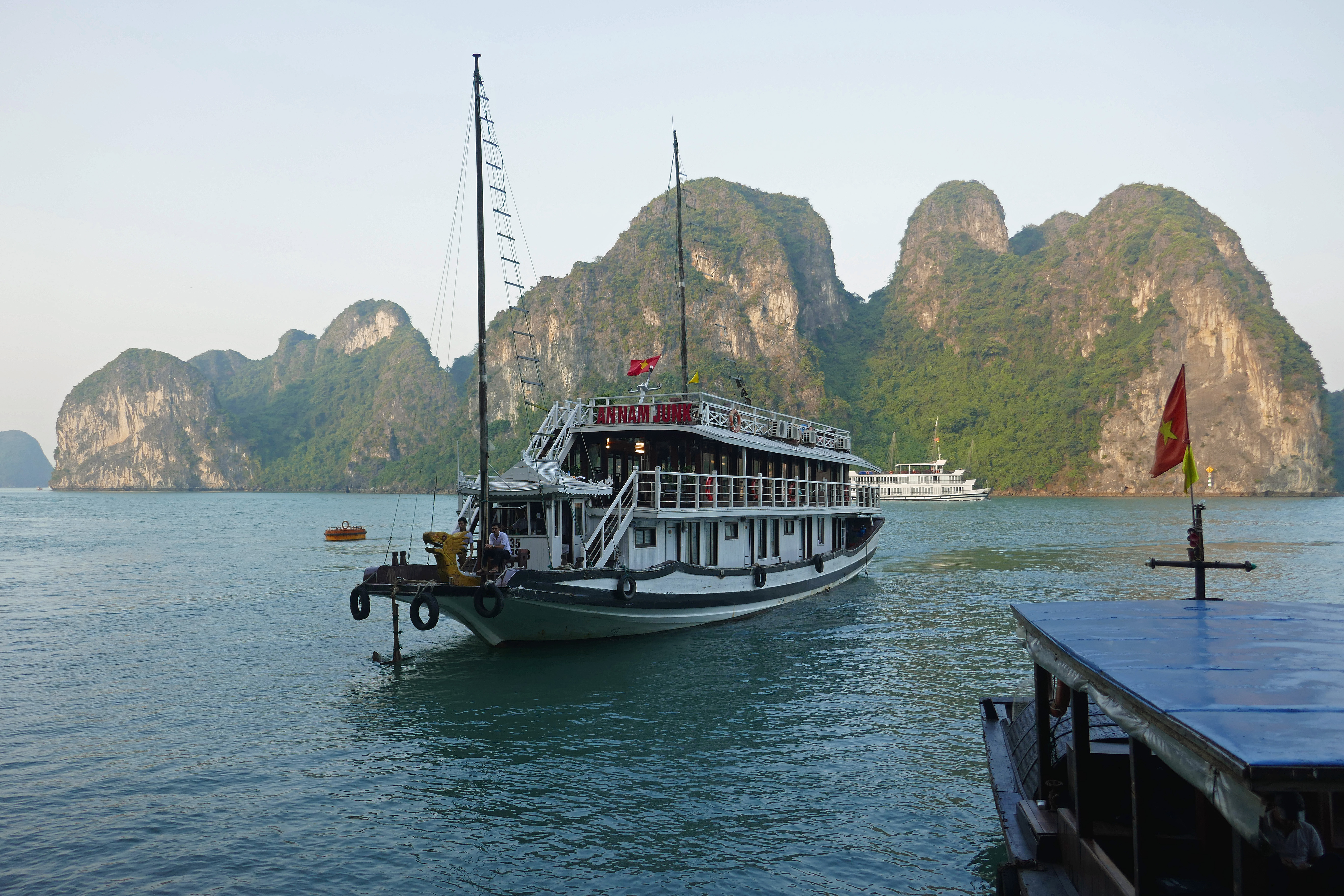
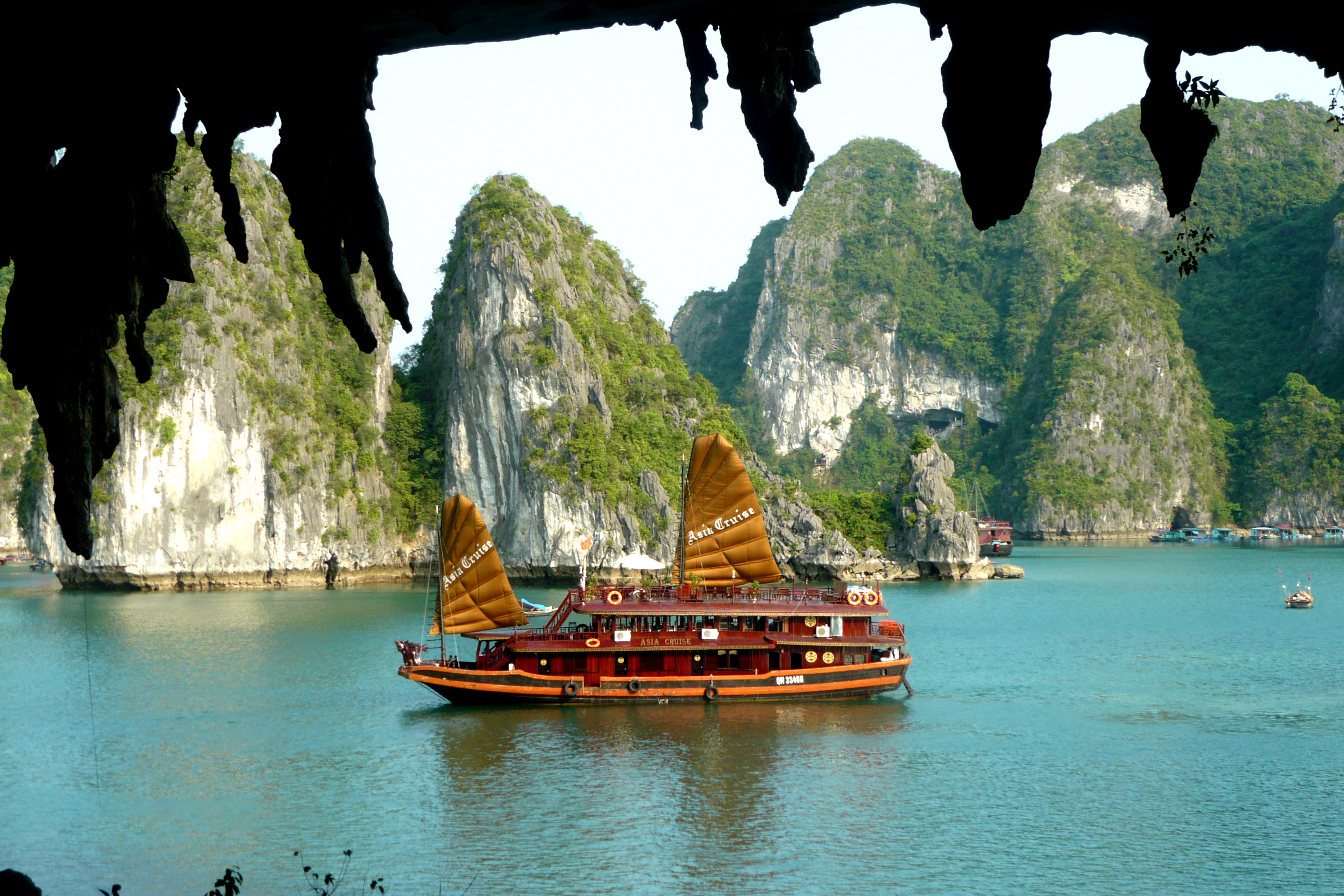
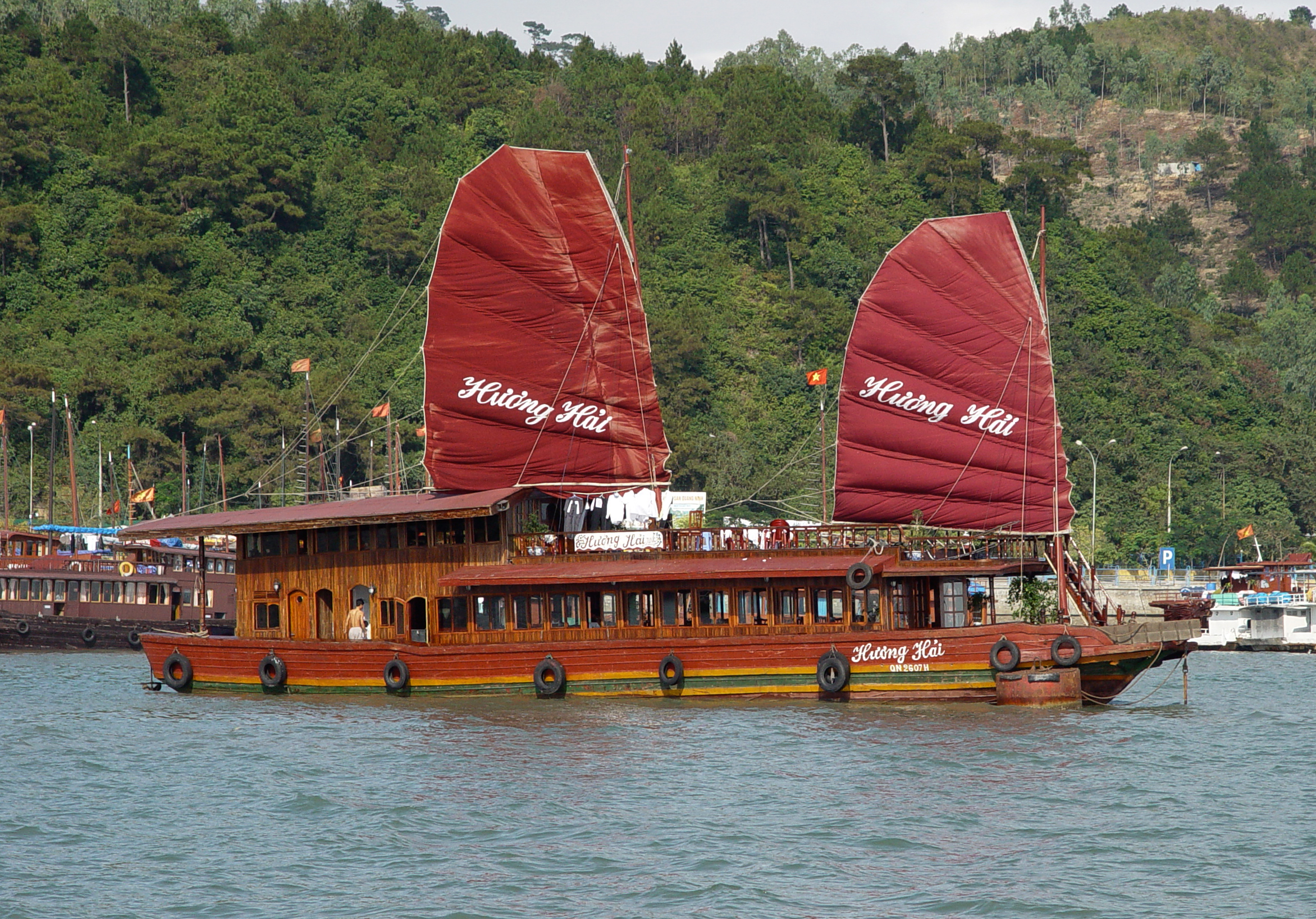
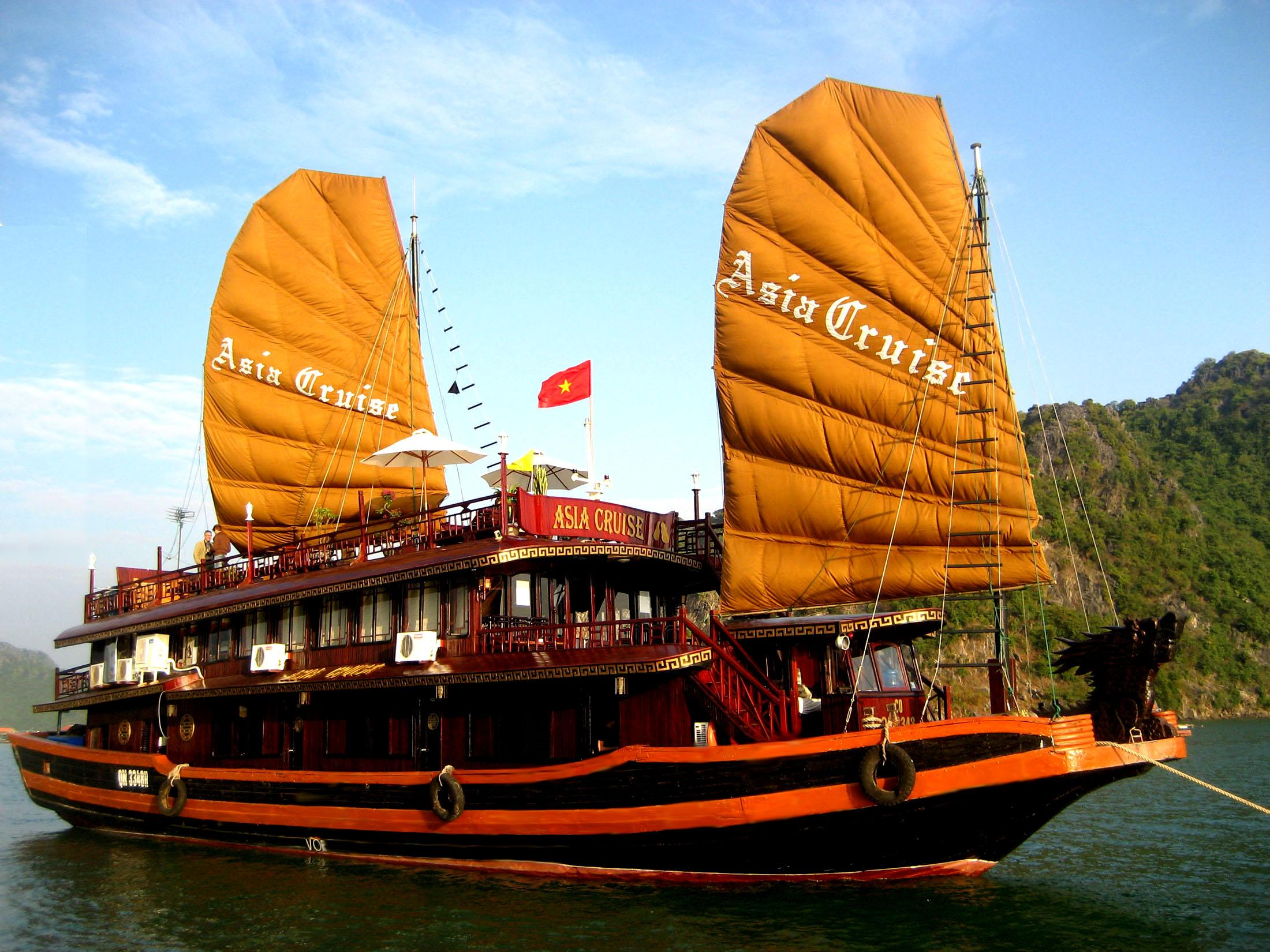
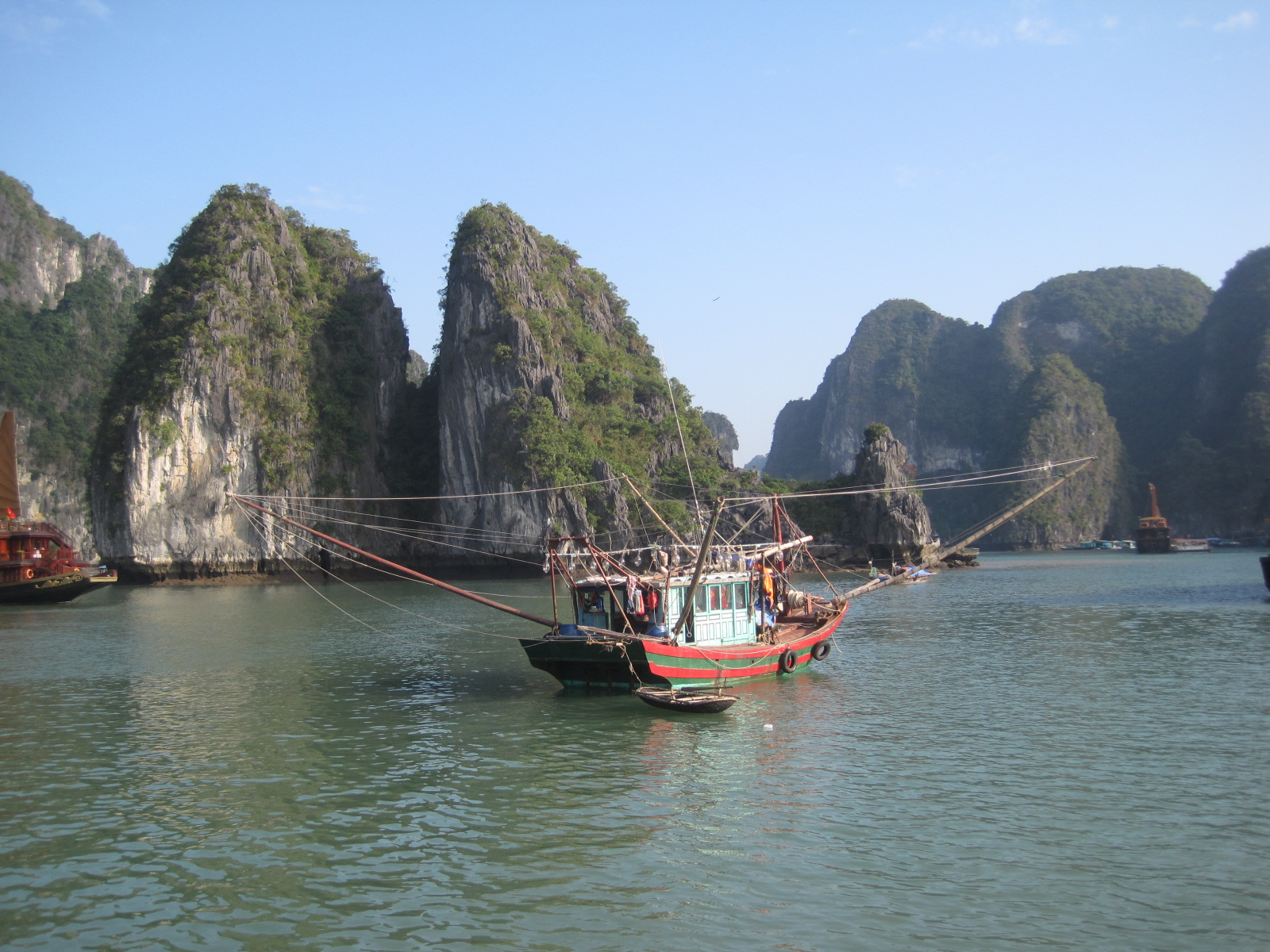
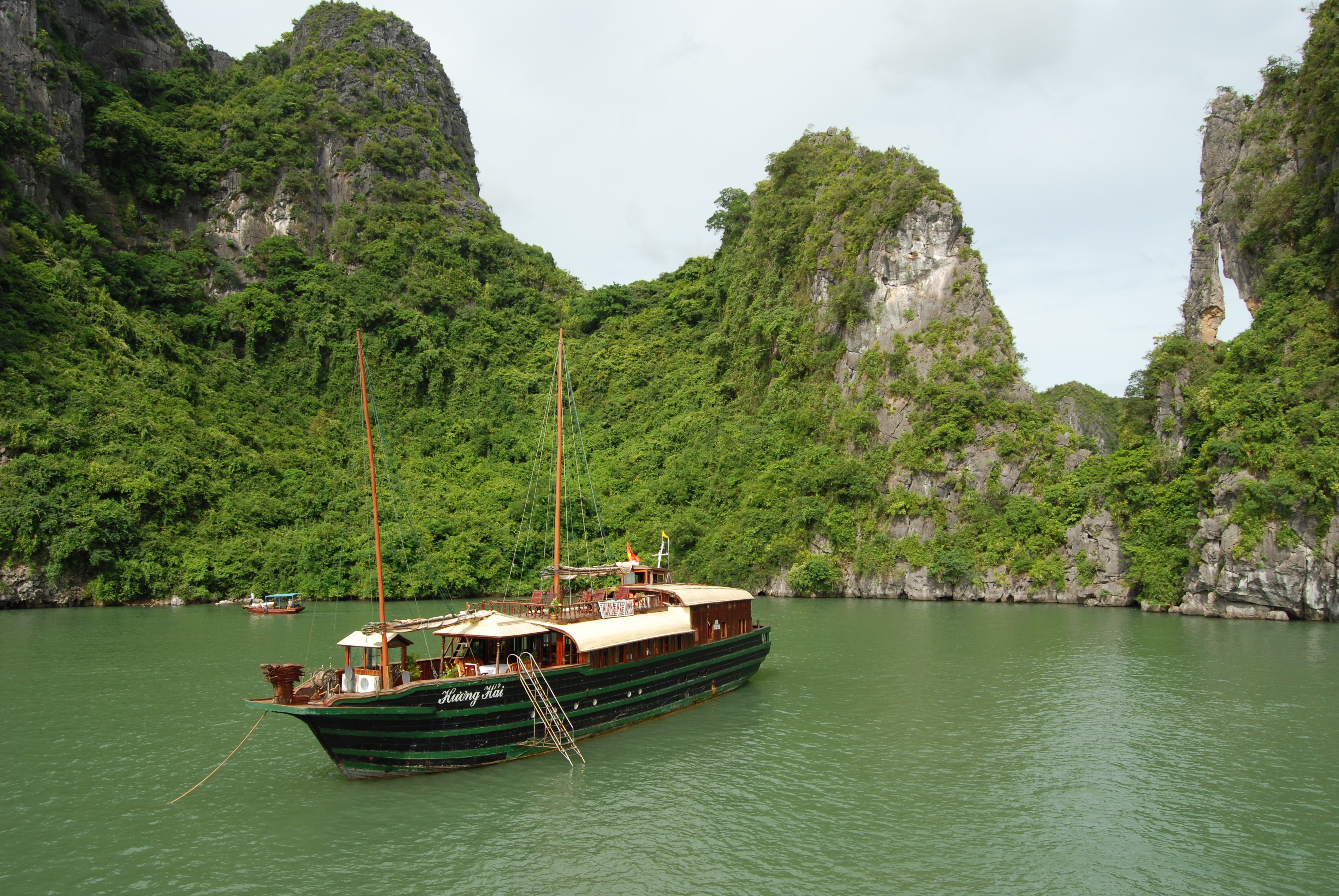
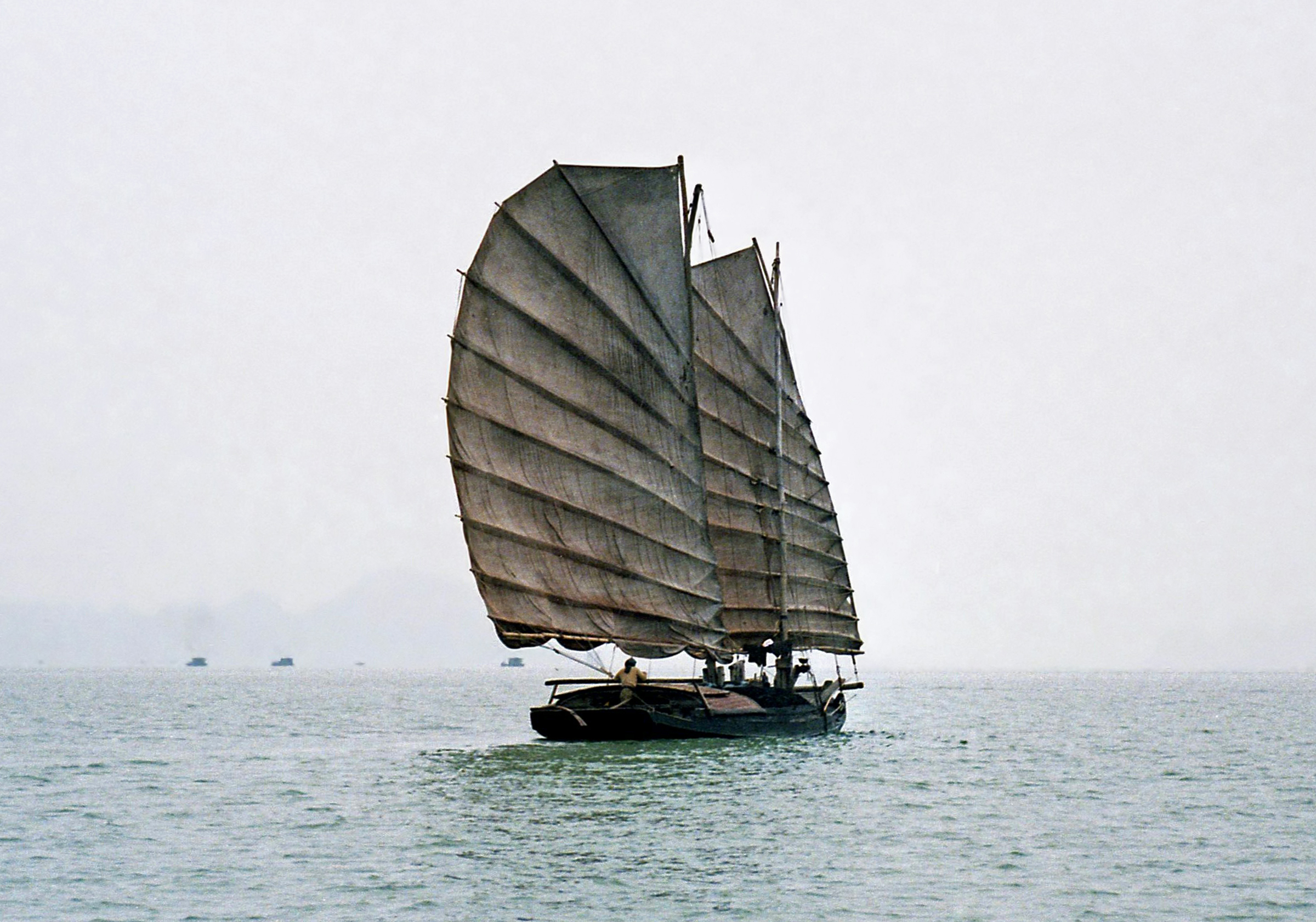
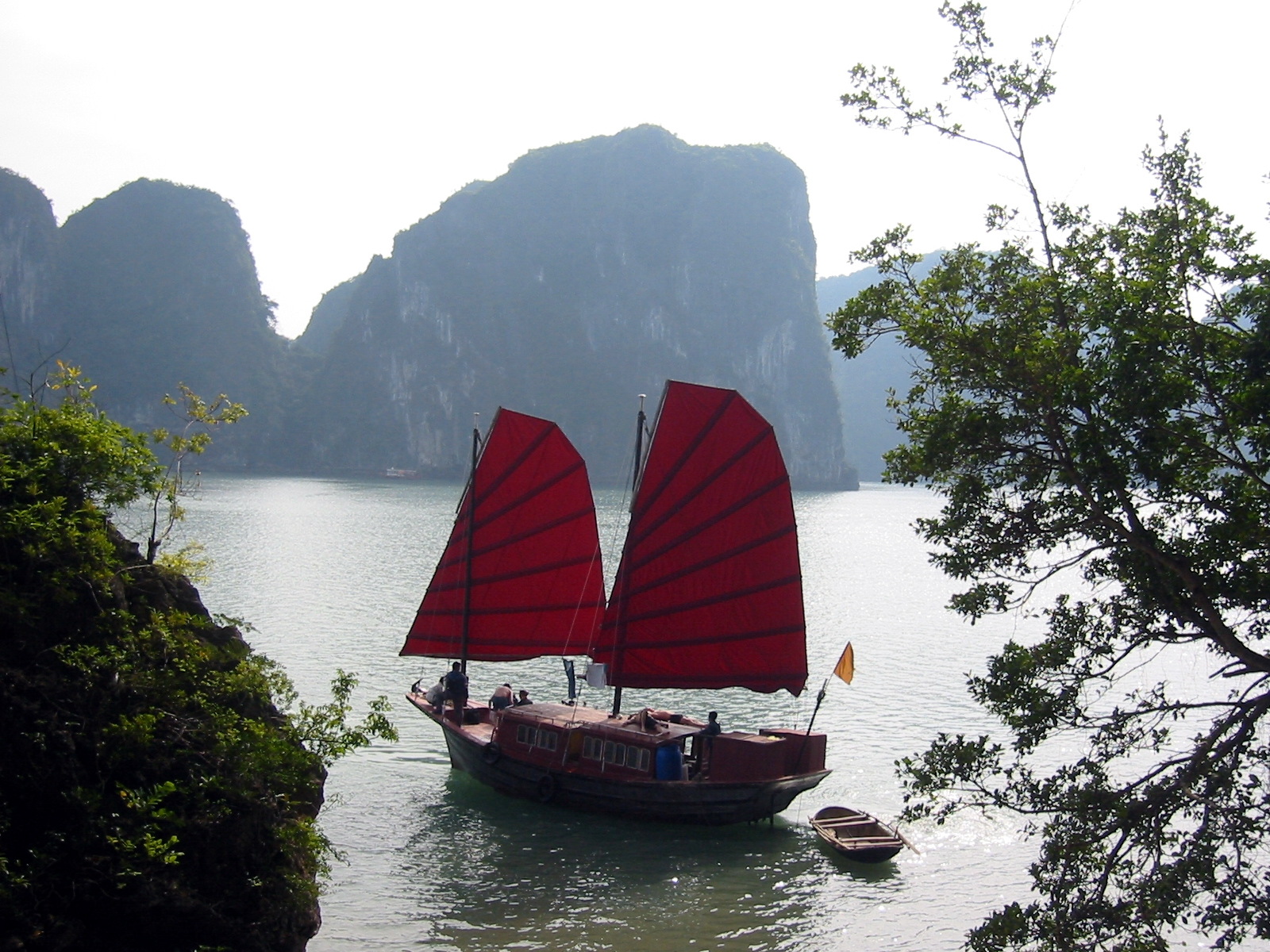
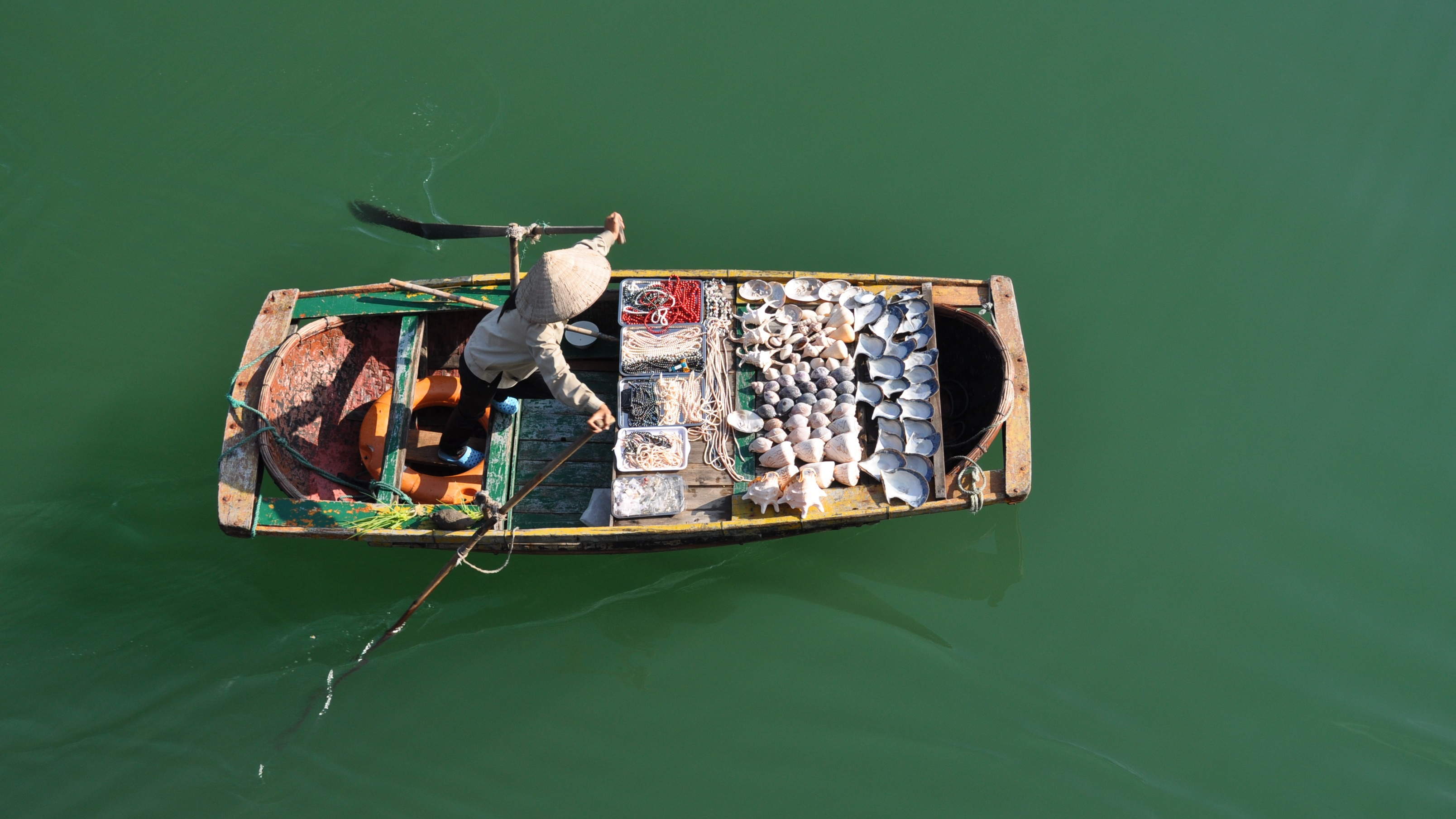

## Habitants

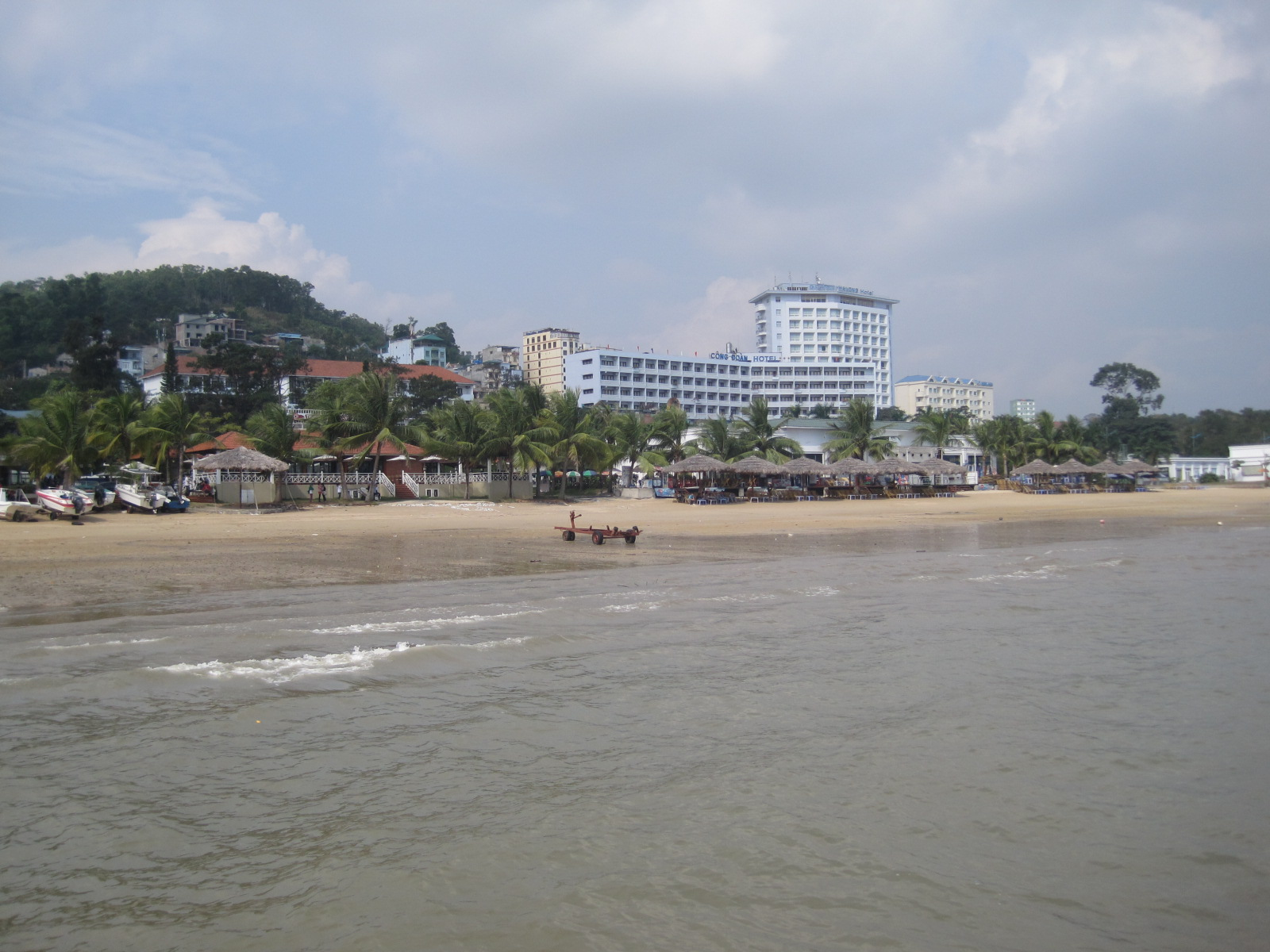
Plages et hôtellerie.

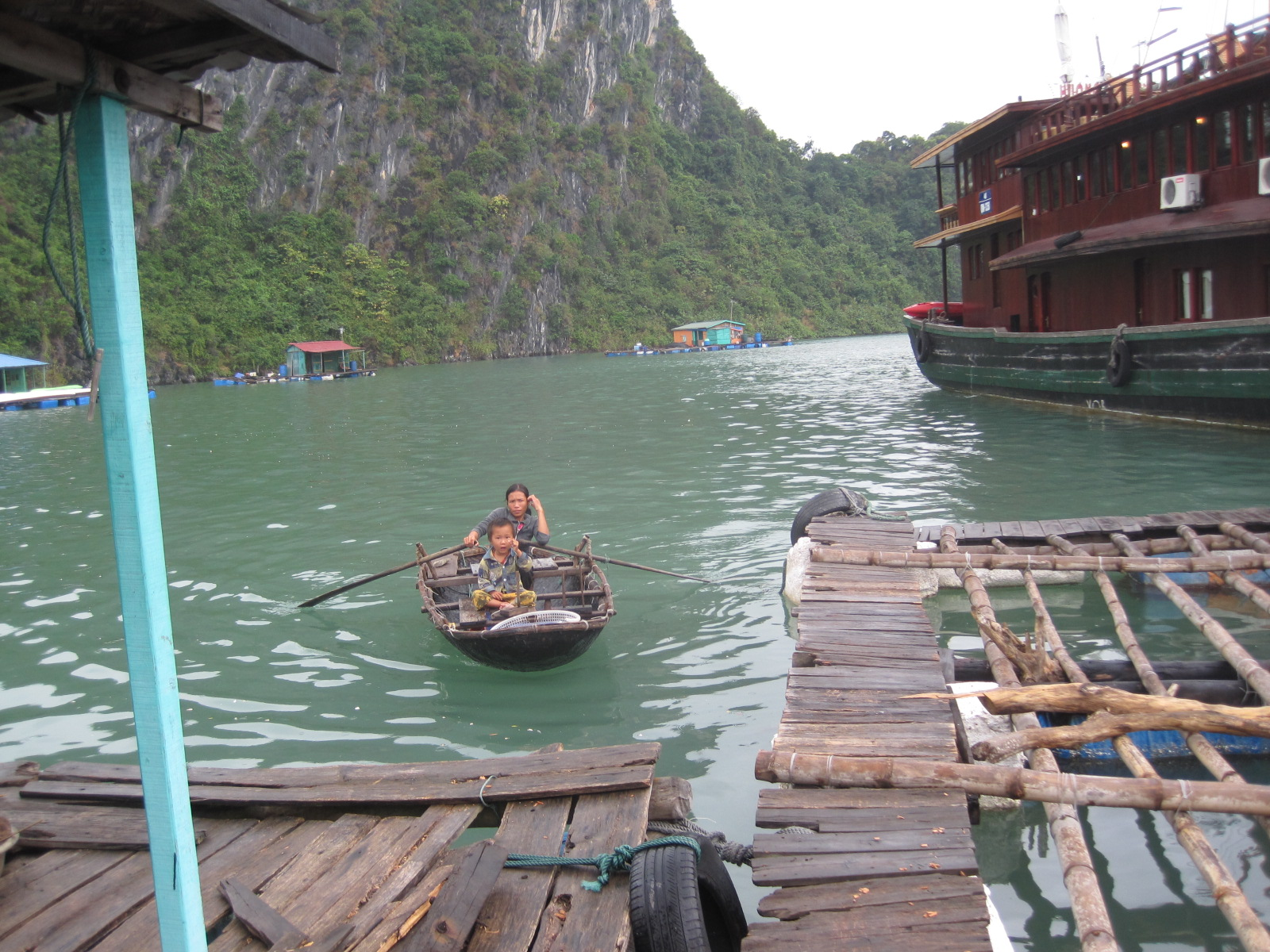
Barques de pêcheurs.

Hạ Long est la principale ville de la baie (avec environ 180 000 habitants) et l’île de Cat Ba avec son parc national de Cat Ba est la plus grande île de la baie (354 km2 pour environ 12 000 habitants). Une quarantaine d'îles sur 1 969 sont habitées, dont les principales sont Tuần Châu et Gep, et environ 1 000 à 2 000 habitants vivent dans des communautés de villages de pêcheurs de cabanes flottantes, dans deux cents îlots de la baie. La population vit principalement de pêche, d'aquaculture marine, de l'ostréiculture, de perliculture (huîtres perlières), du commerce (marché flottant…), et du tourisme (hostellerie, restauration, excursions en bateau…).

Perliculture (huîtres perlières)
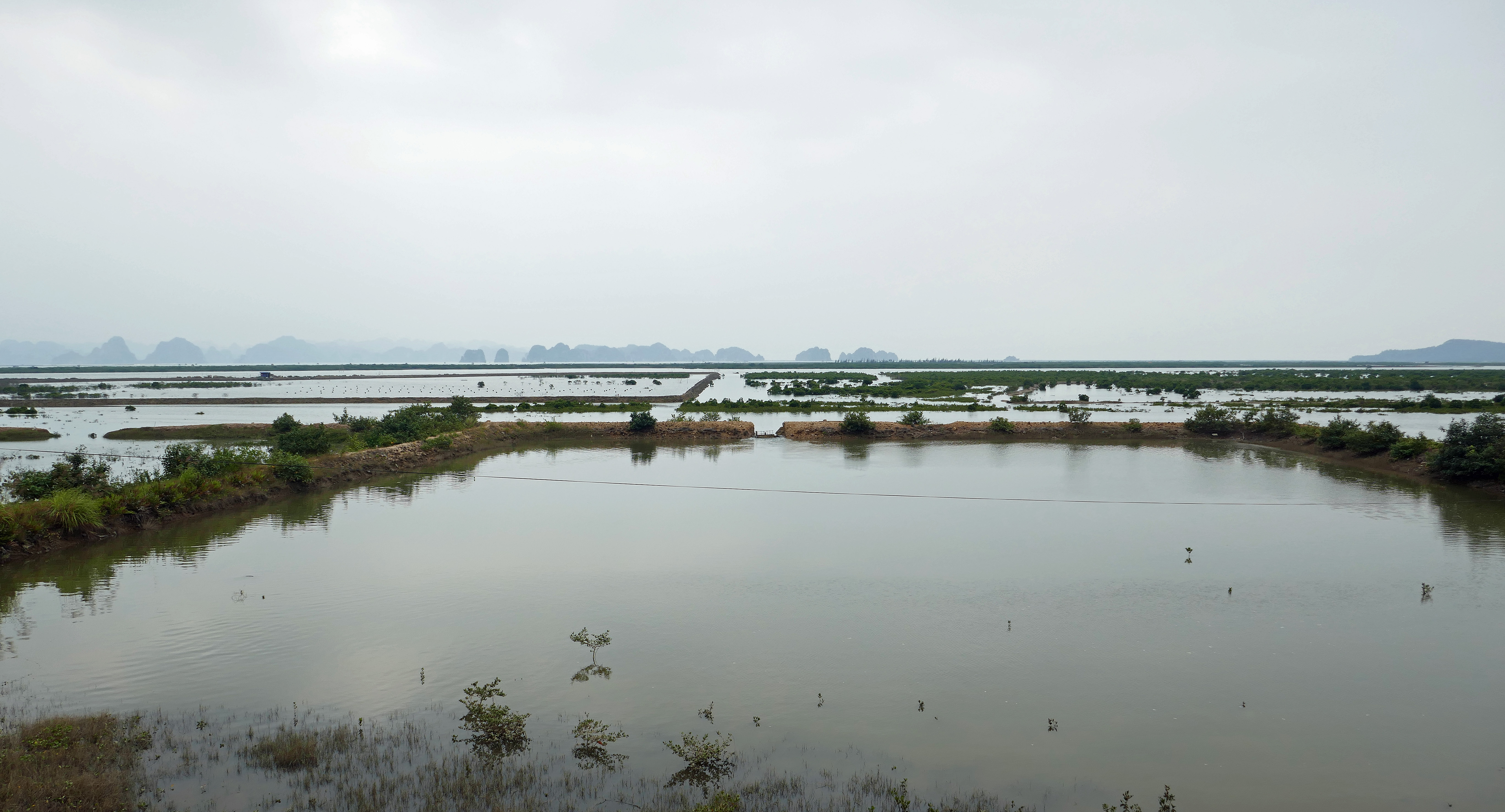
Ostréiculture.
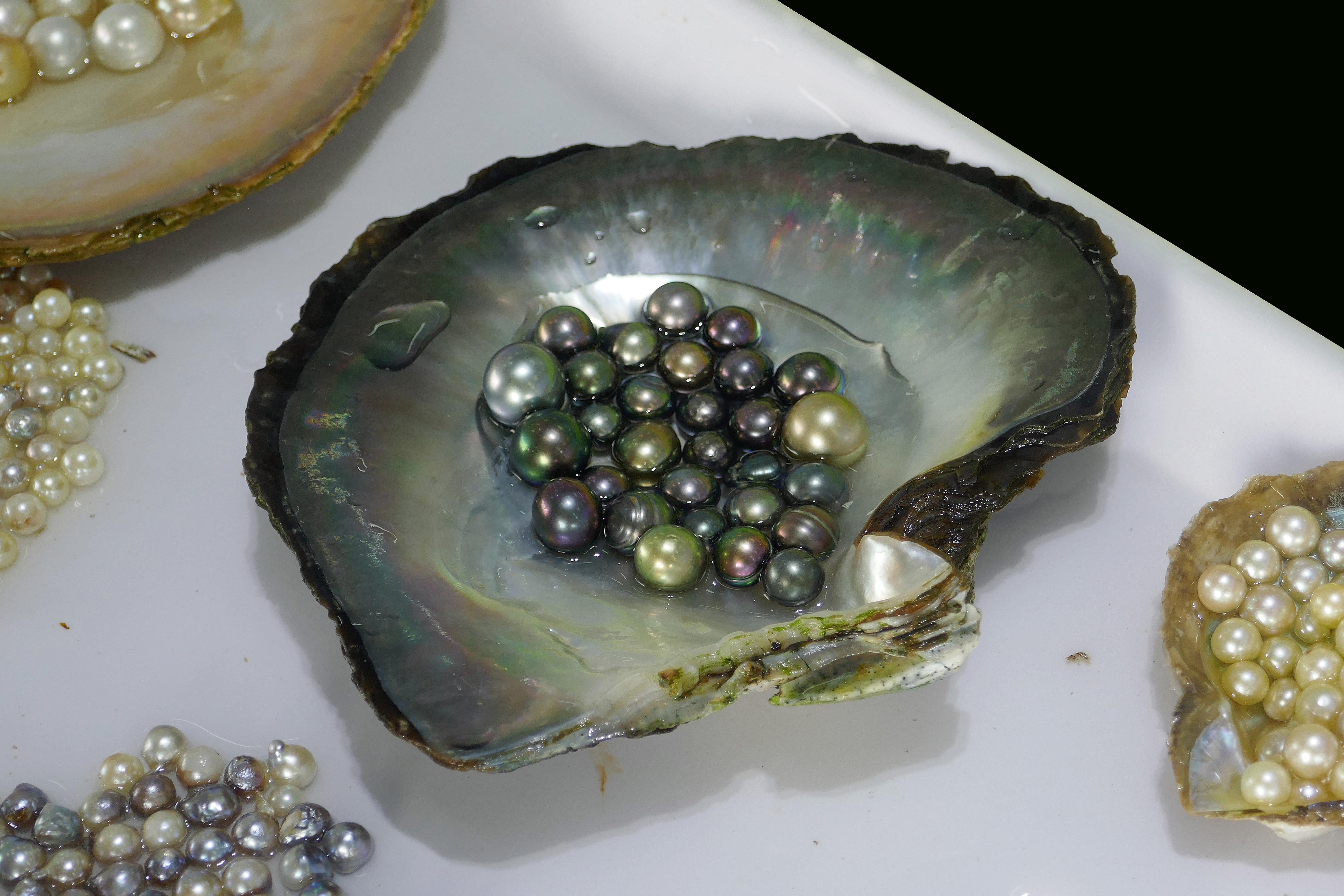
Huîtres perlières.
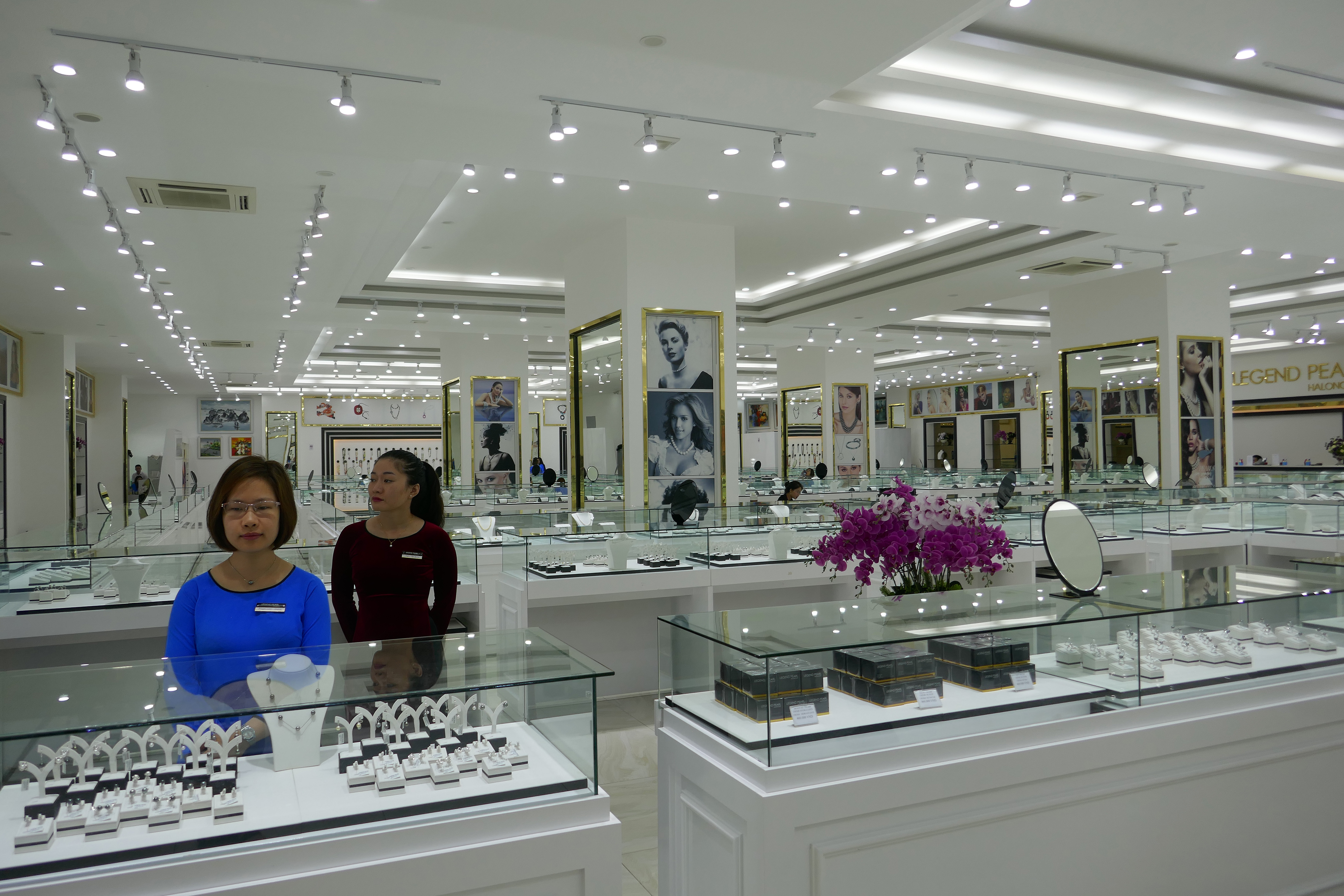
Commerce de perles.

Les barques de pêcheurs en forme de nacelle, faites de bambou tressé, sont typiques de la baie d'Along. Elles permettent de pénétrer dans les grottes dont le passage se ferme à marée basse tandis que, de l'autre côté, se forme un lac intérieur. Leurs filets remontent environ deux cents espèces de poissons et 450 espèces de mollusques, dont les plus gros, découpés, macérés dans du safran, serviront à préparer le plat de fête local : le chả cá qui a donné son nom à une rue du vieux Hanoi.

Quelques habitations et villages flottants de pêcheurs
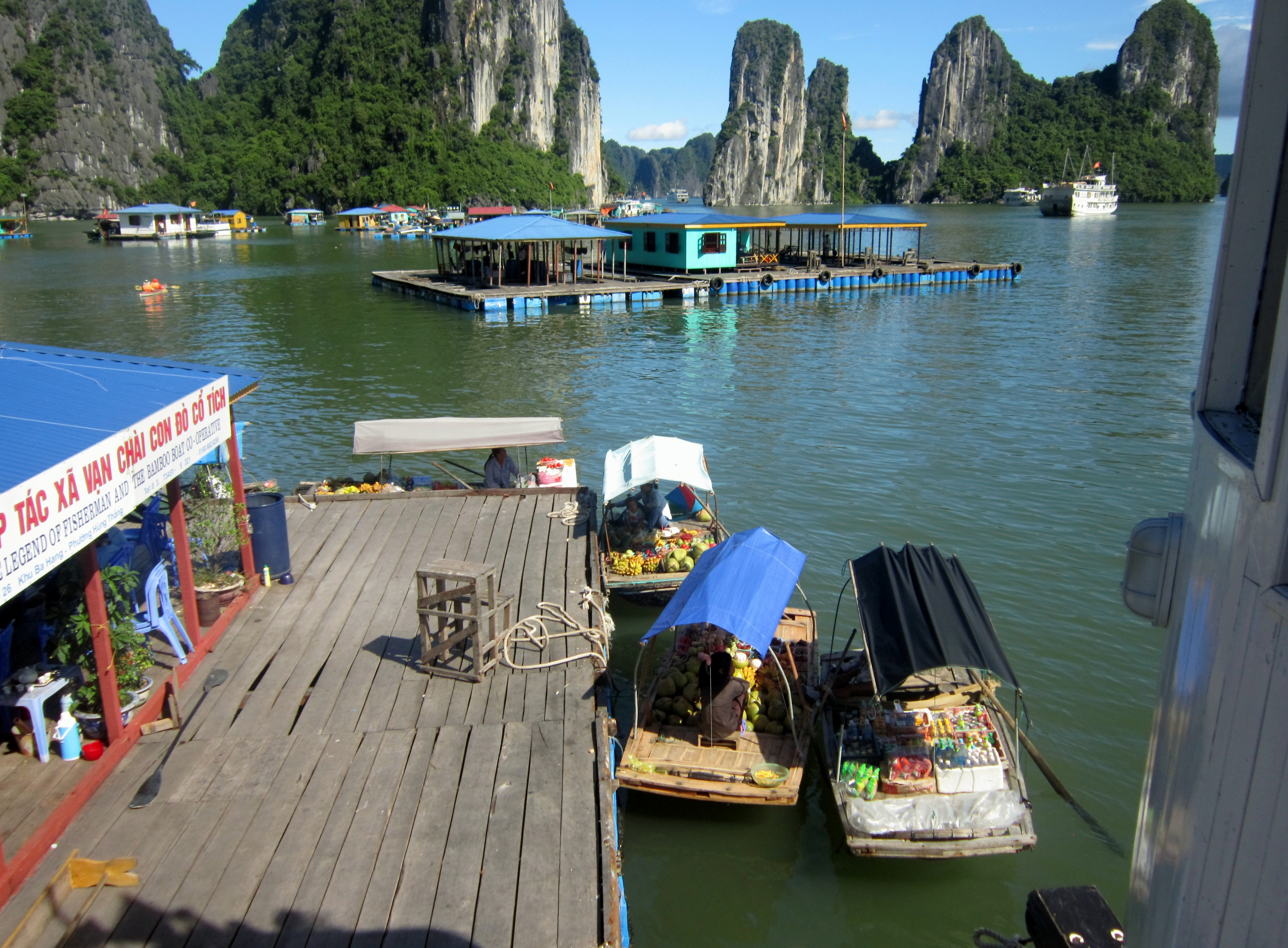
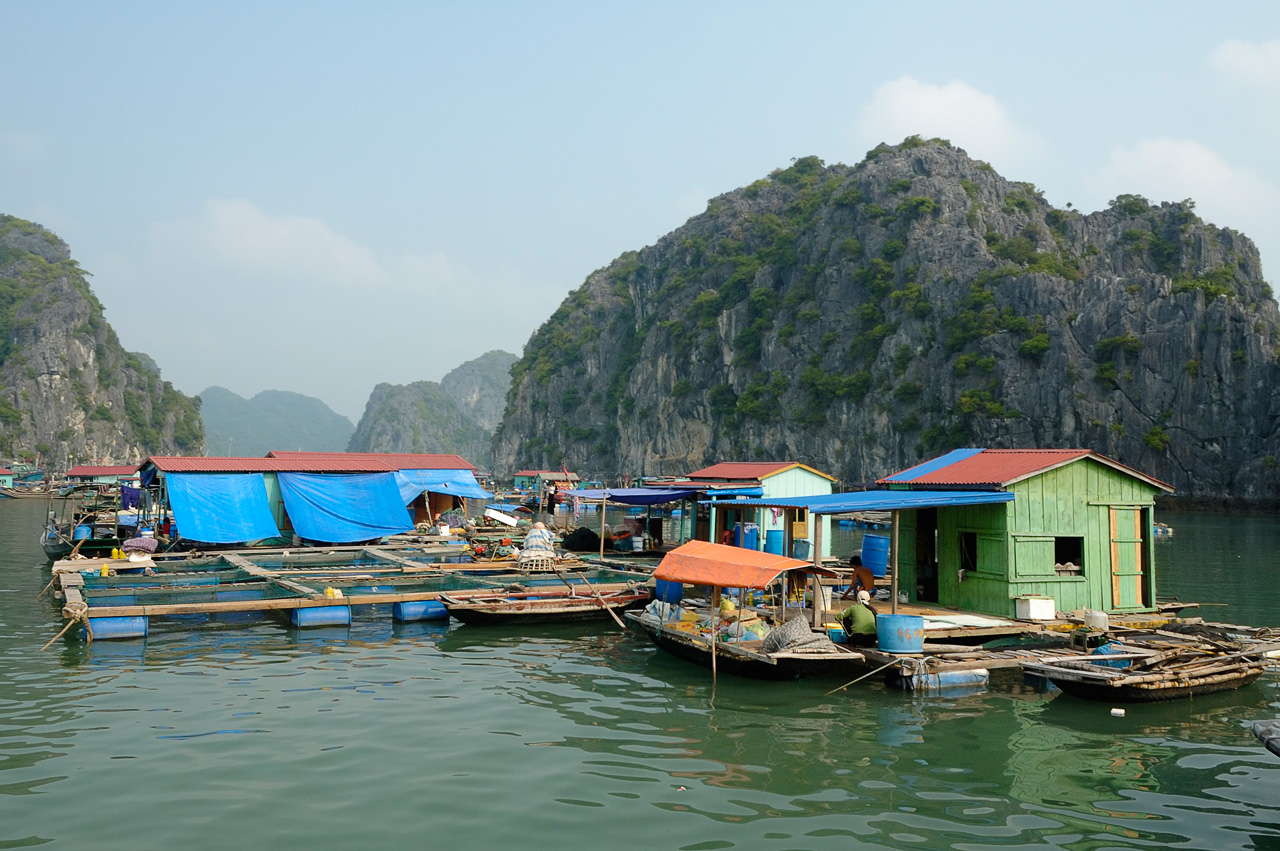
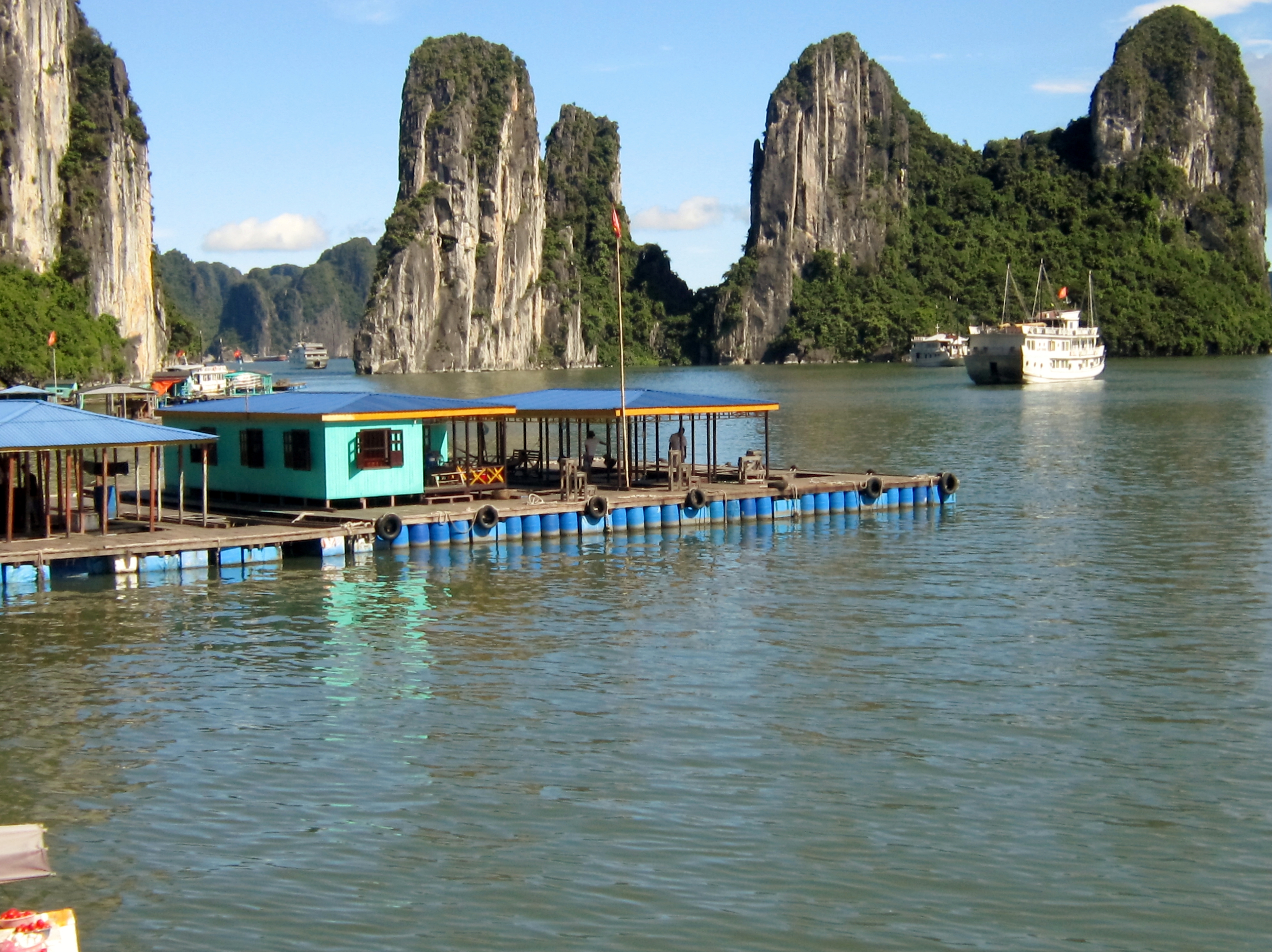
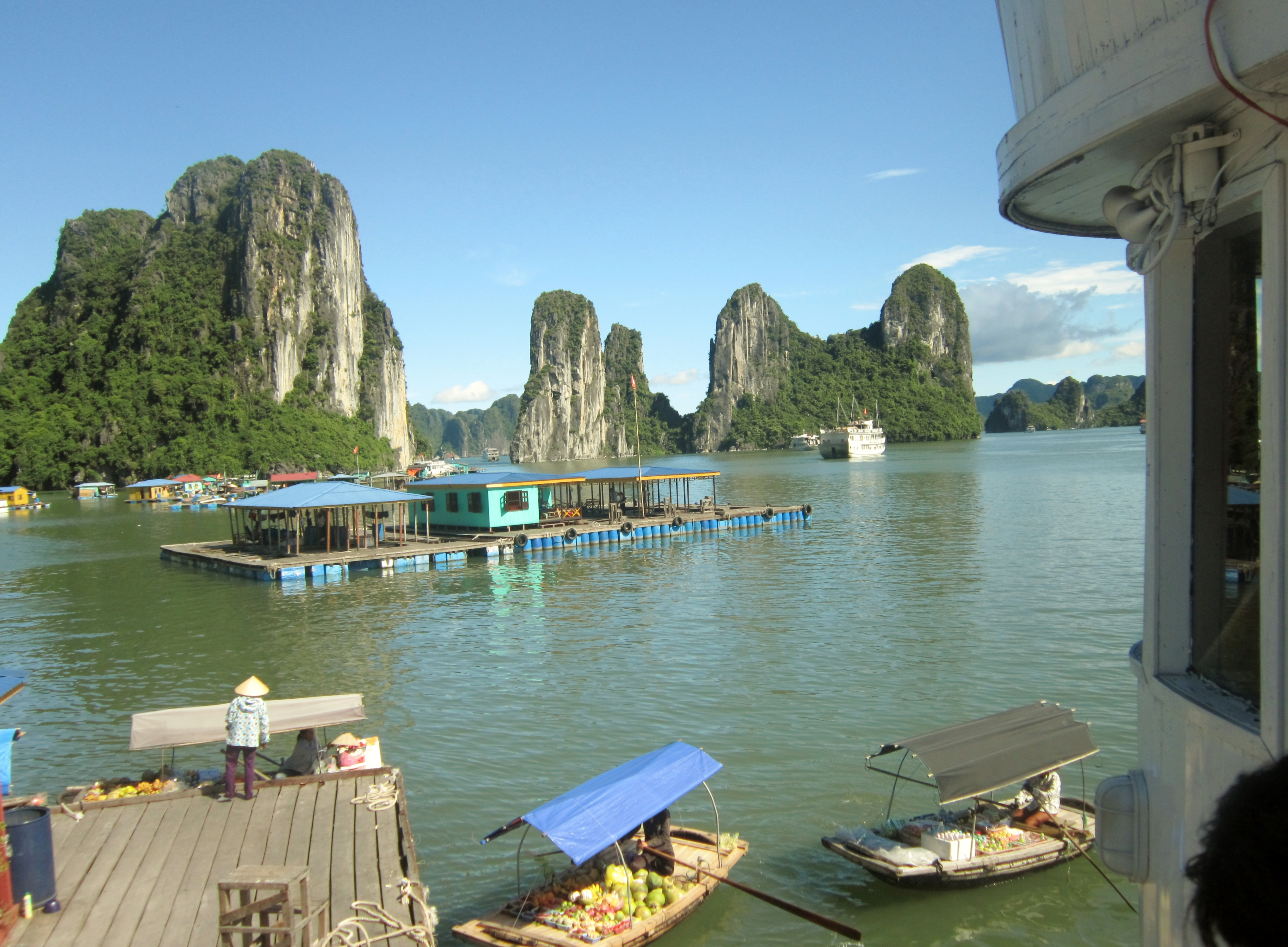
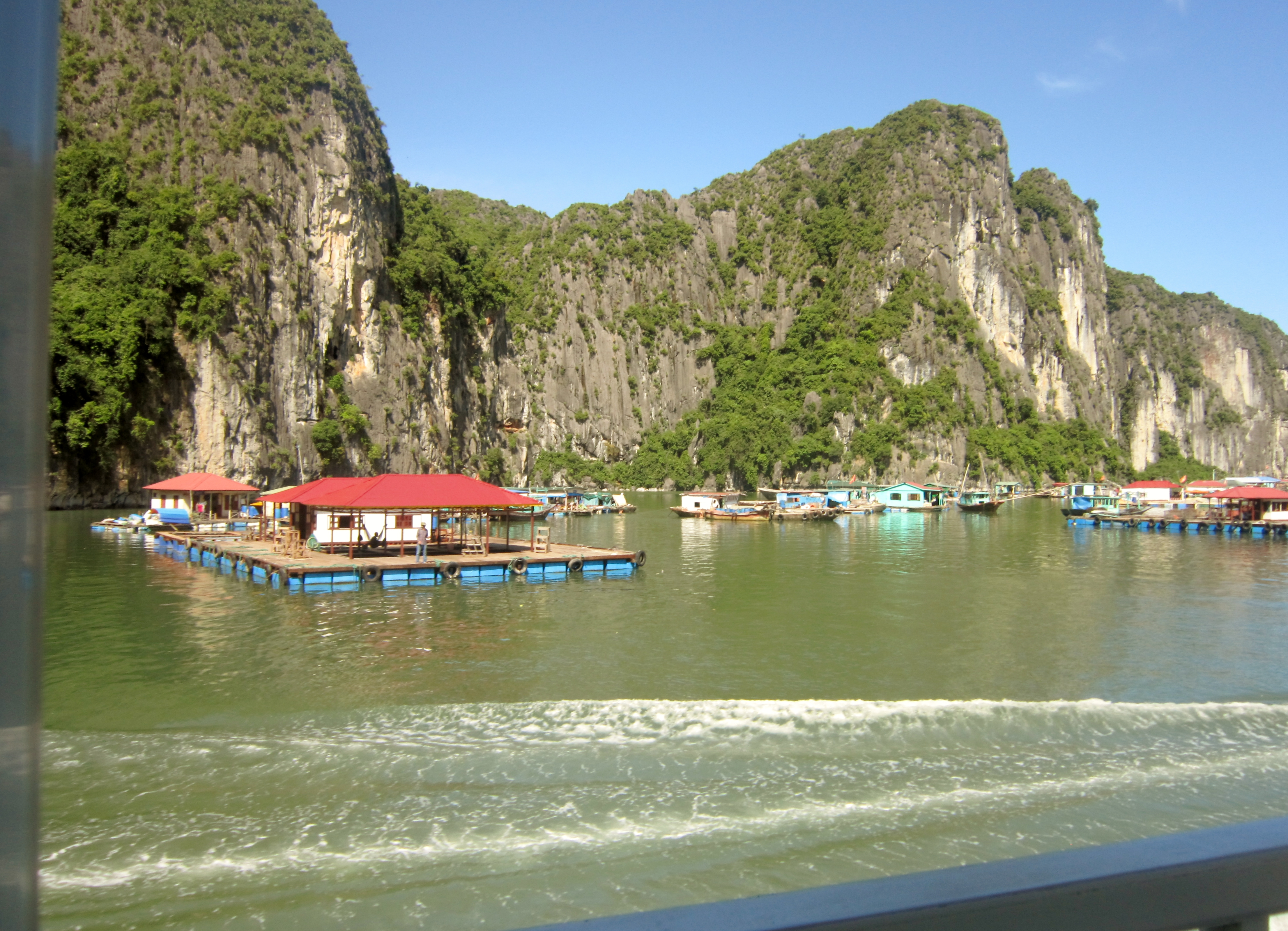
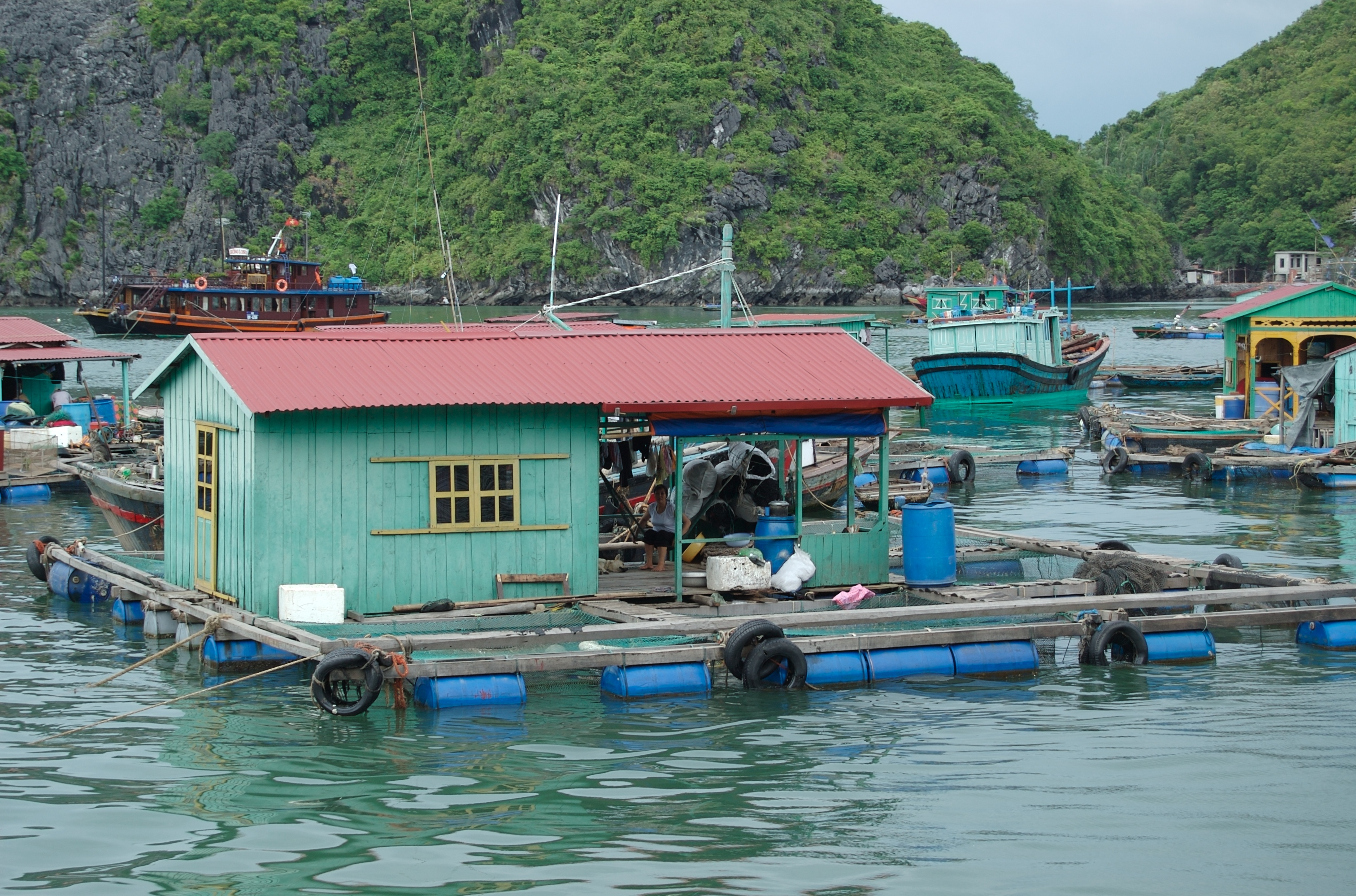
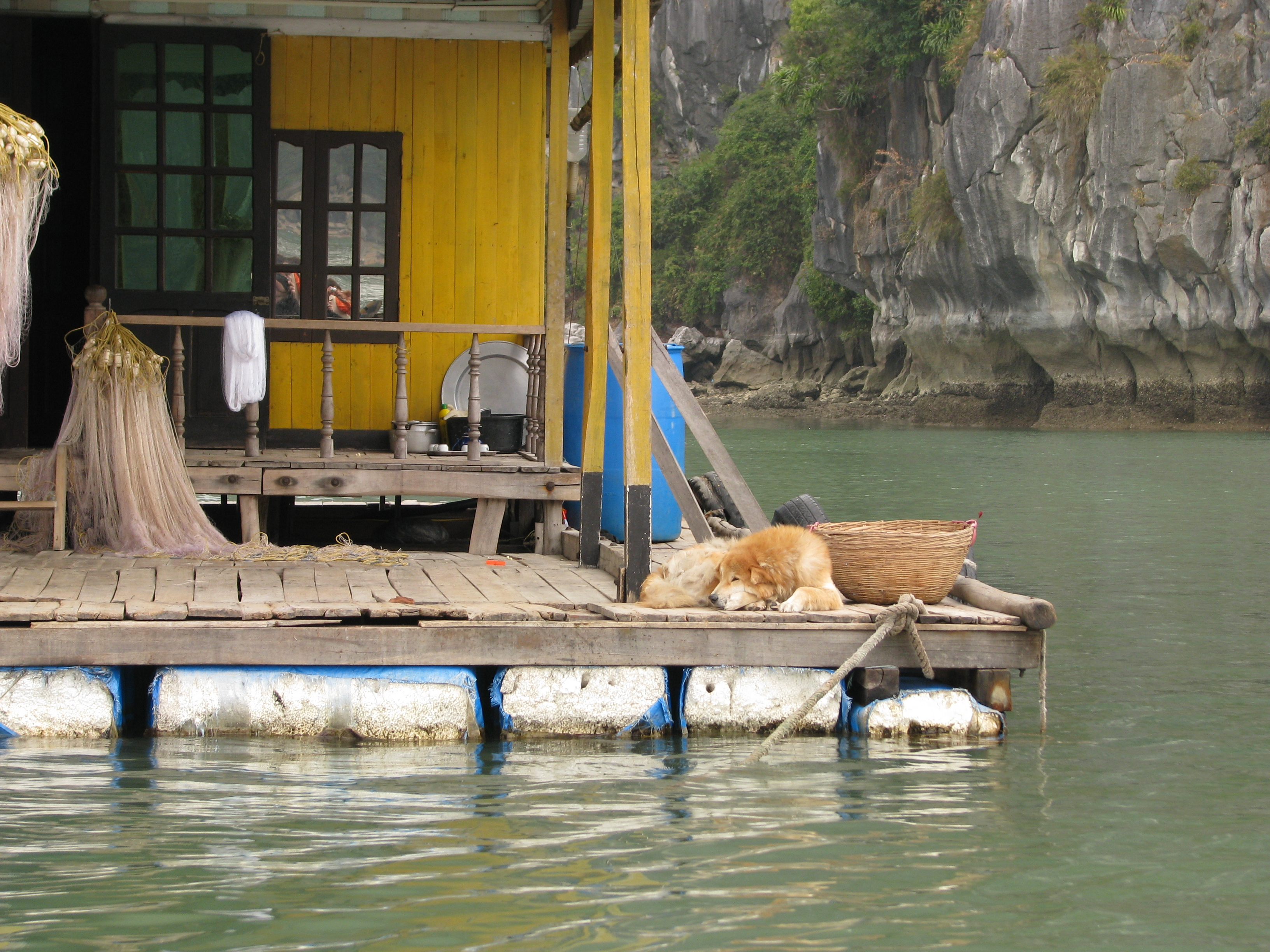
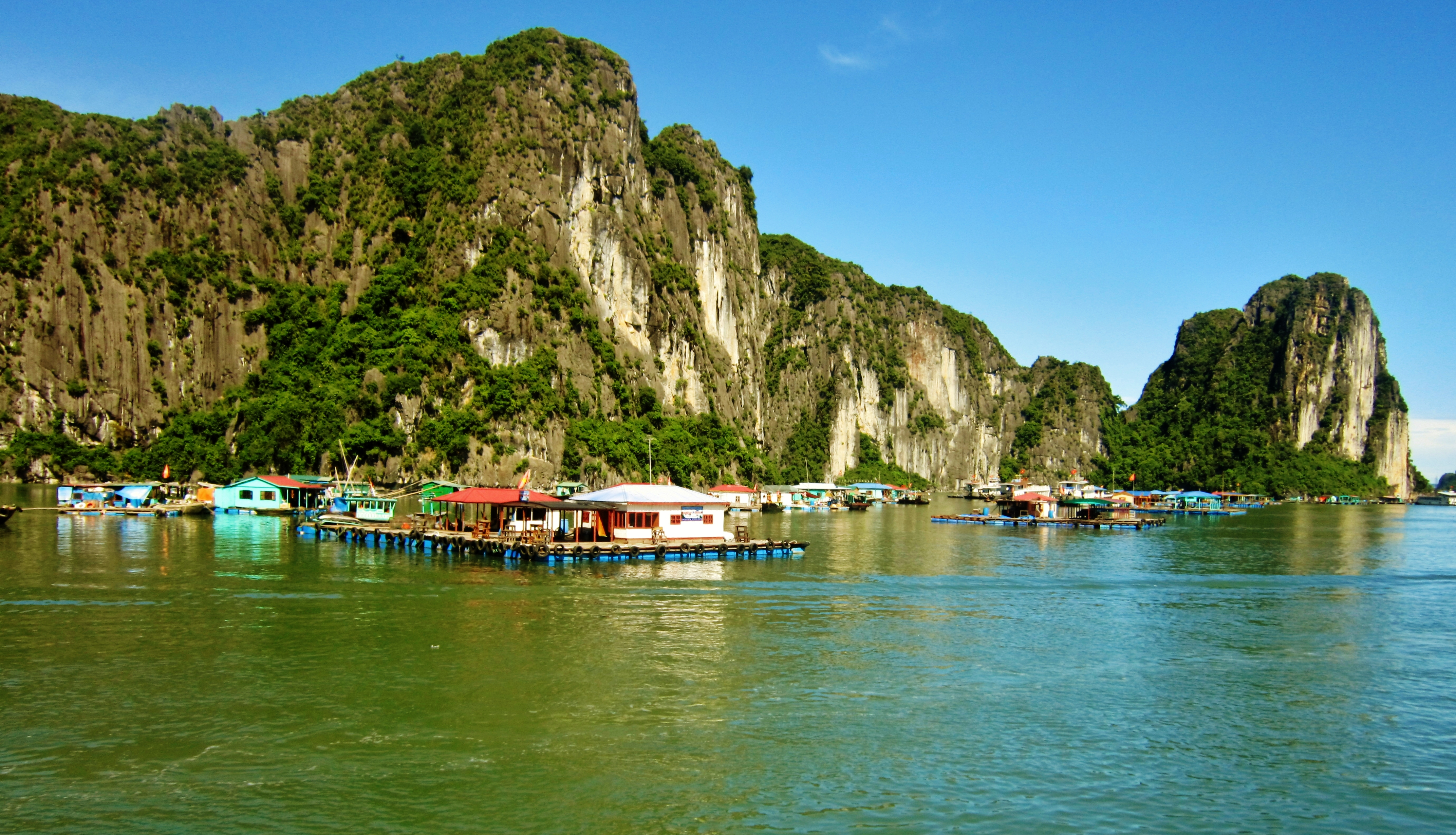
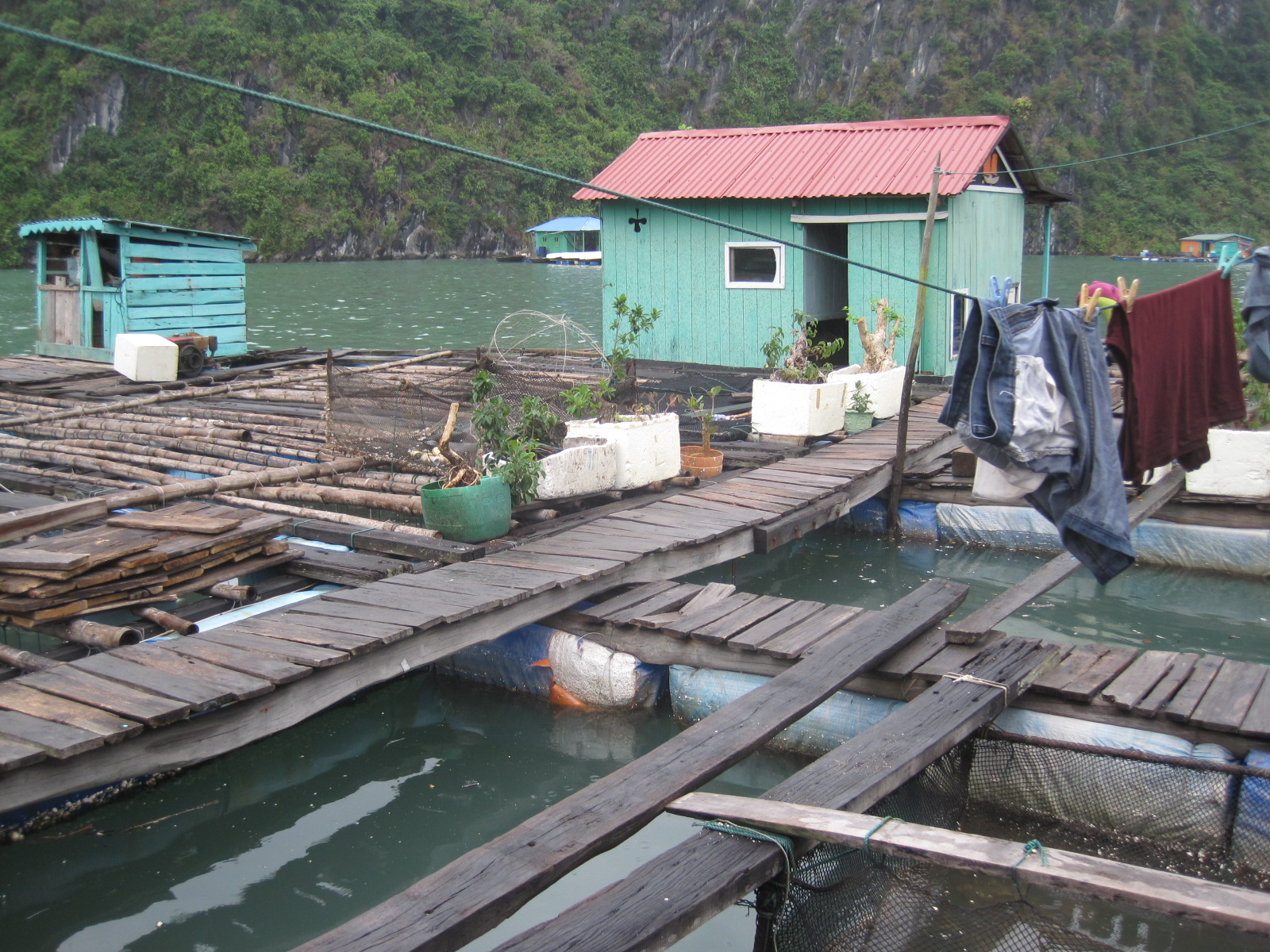
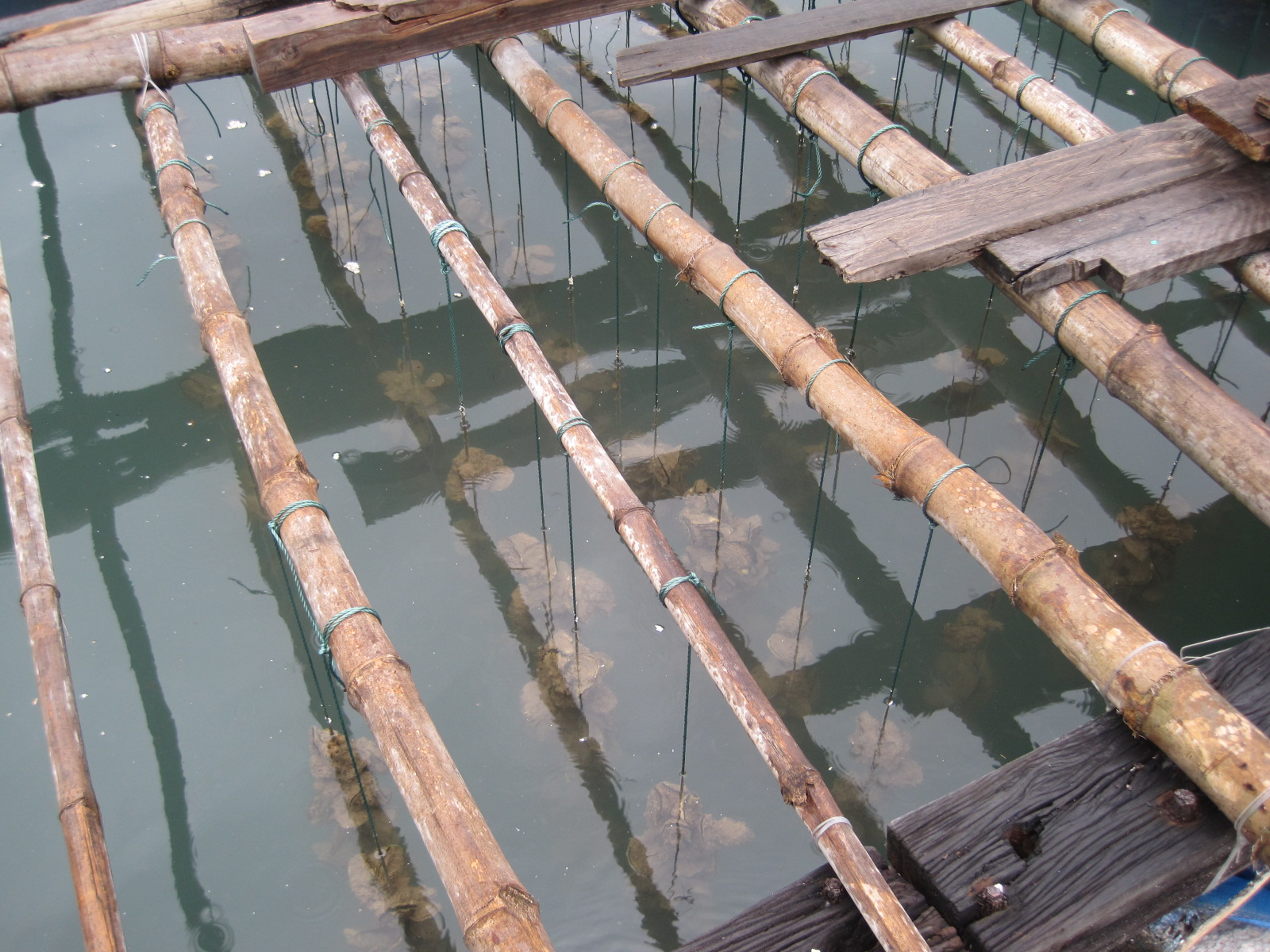

## Au cinéma
- 1974 : L'Homme au pistolet d'or, de Guy Hamilton, de la saga James Bond, avec Roger Moore (confrontation dans la baie d'Along. Les scènes ont été en réalité filmées sur l'île James Bond Island (Khao Phing Kan) de la Baie de Phang Nga en Thaïlande).
- 1992 : Indochine, de Régis Wargnier, avec Catherine Deneuve (plusieurs scènes sont tournées dans la baie d'Along)
- 1997 : Demain ne meurt jamais, de Roger Spottiswoode, de la saga James Bond, avec Pierce Brosnan (le navire furtif d'Elliot Carver est caché dans la baie d'Along, bien que toutes les scènes aient été tournées en réalité dans la Baie de Phang Nga en Thaïlande).